# Batteriebus

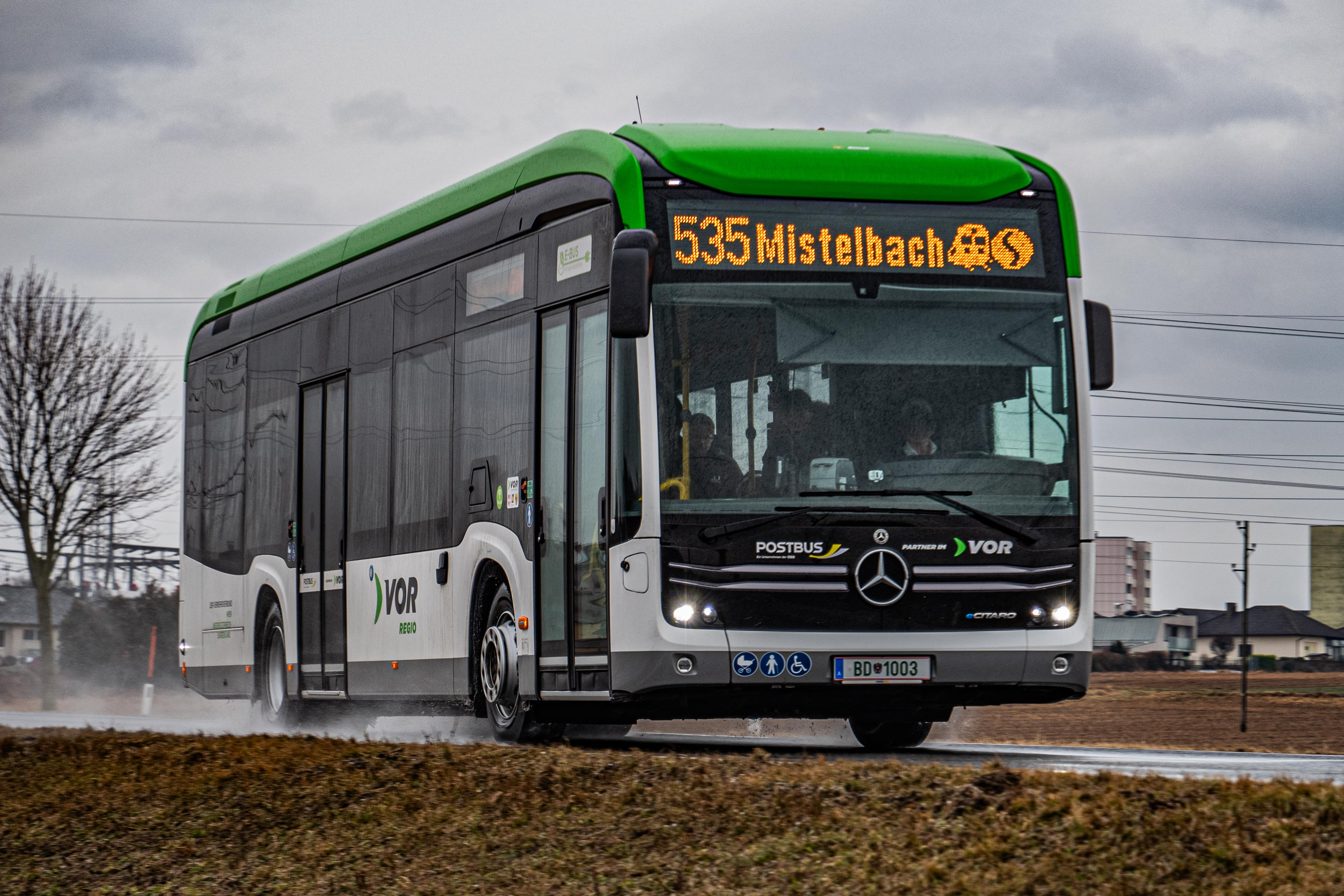
Batteriebus als Postbus (2024)

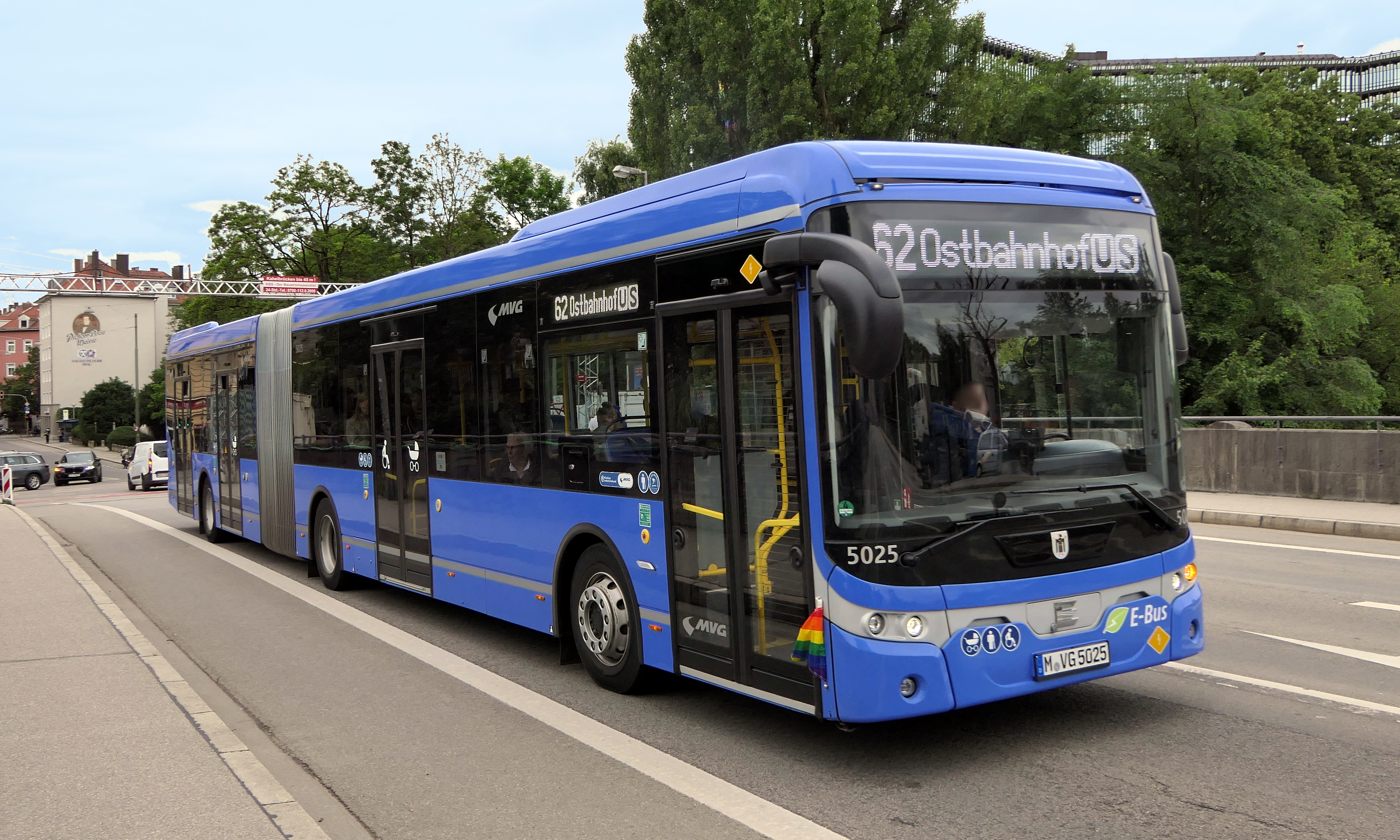
Batteriebus in München (2024)

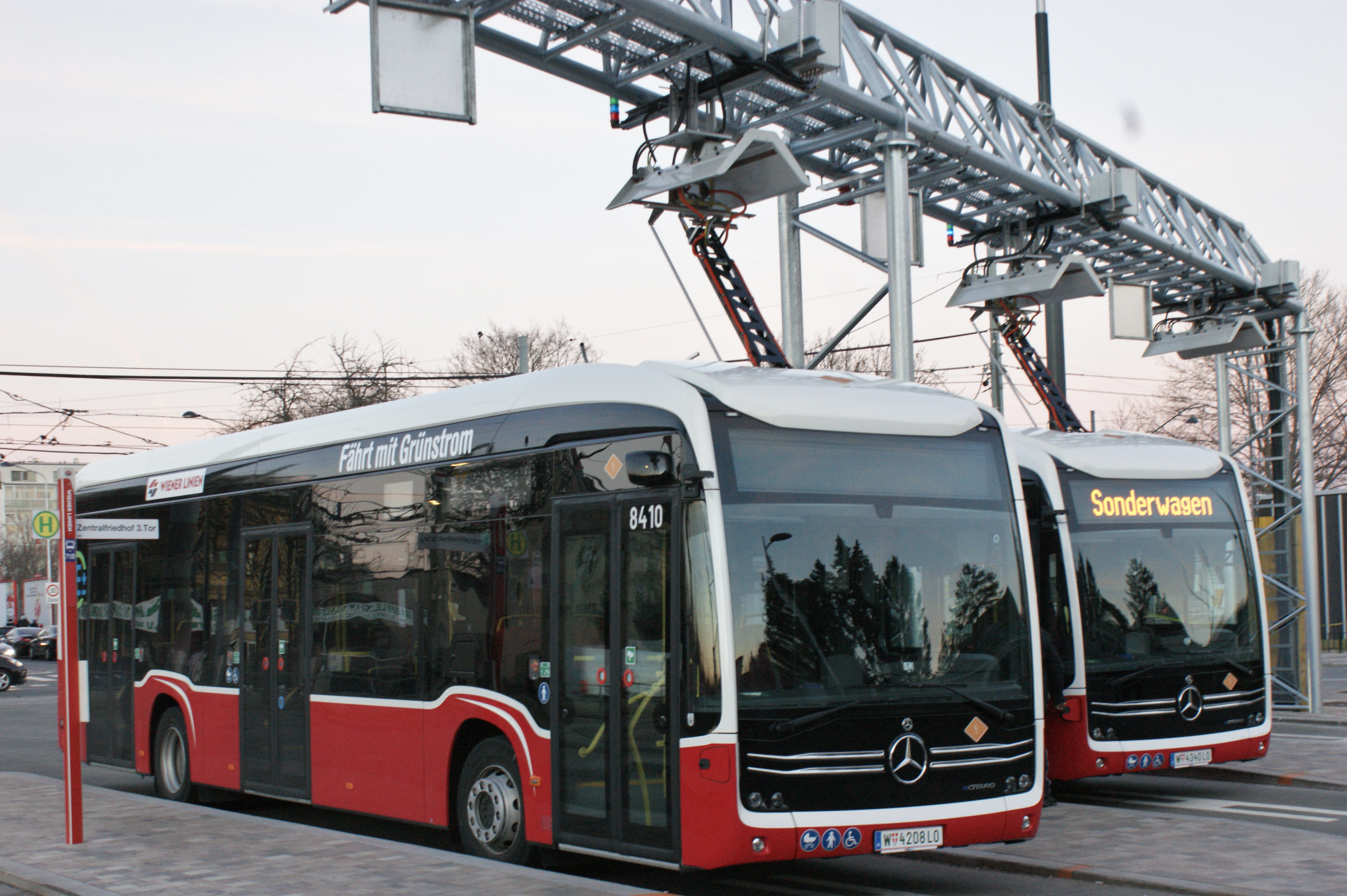
Zwei Akkubusse der Wiener Linien beim Nachladen per Stromabnehmer im Depot (2024)

Ein Batteriebus, auch Elektrobus, E-Bus, Akkubus oder Strombus genannt, ist ein Omnibus, der von einem Elektromotor angetrieben wird und seine Energie wie ein Elektroauto aus einer Antriebsbatterie bezieht. Teilweise sind Batteriebusse für den Ladevorgang mit Stromabnehmern ausgerüstet, die sowohl an ausgewählten Haltestellen als auch im Depot die Nachladung ermöglichen. Vorreiter bei der flächendeckenden Etablierung des Batteriebusses war China. Dort wurden allein im Jahr 2016 115.000 Batteriebusse neu zugelassen. Die Stadt Shenzhen hatte bis Ende 2017 komplett auf Batteriebusse umgestellt und 16.359 von ihnen im Einsatz (siehe Renaissance im 21. Jahrhundert).

## Vorteile

### Batteriebus vs. Oberleitungsbus
Durch die Batterietechnik können auch im straßengebundenen Öffentlichen Personennahverkehr die Vorteile der Elektromobilität genutzt werden, ohne die vom Oberleitungsbus bekannte aufwendige zweipolige Fahrleitung errichten zu müssen. Wichtigster Vorteil gegenüber dem Oberleitungsbus sind die geringeren Unterhaltskosten durch den Wegfall der teuren Infrastruktur sowie die höhere Flexibilität.

### Batteriebus vs. Dieselbus
Vorteile des Batteriebusses gegenüber den verbreiteteren Omnibussen mit Verbrennungsmotor sind vor allem der abgasfreie und geräuscharme Betrieb, die bessere Beschleunigung sowie die Verwendung des Elektromotors als Elektromotorische Bremse, die die Bremsenergie rekuperiert und in die Batterie rückspeist, was den Verbrauch bei Stadtfahrten signifikant reduziert. Diese Technik wird auch bei Hybridbussen mit elektrischem Antriebsstrang und Batterie oder Oberleitungsanschluss eingesetzt (siehe auch Elektrobus). Mit einem Verbrauch von etwa 1,2 kWh/km sind die Betriebskosten im Vergleich zu einem Dieselfahrzeug sehr gering. (siehe auch Kosten)

## Nachteile
Von Nachteil sind beim Batteriebus die begrenzte Reichweite (bis 600 km), das höhere Gewicht, die noch höheren Beschaffungskosten, die notwendige Ladeinfrastruktur. Bisher sind Batteriebusse daher fast ausschließlich im Stadtbusverkehr anzutreffen. Mit Stand April 2025 genügen die Reichweiten von Batteriebussen, um den Großteil der Linienumläufe im Stadtbusverkehr zu bewältigen. Die Aufladung der Akkus erfolgt dann über Nacht. Der MAN Lion’s City E hatte im Jahr 2021 eine Reichweite von 550 km. (siehe auch Reichweite)

## Geschichte

Der weltweit erste Batteriebus der Ward Electrical Car Company

Berliner Batteriebus von 1898

Ladestation des Berliner Batteriebusses

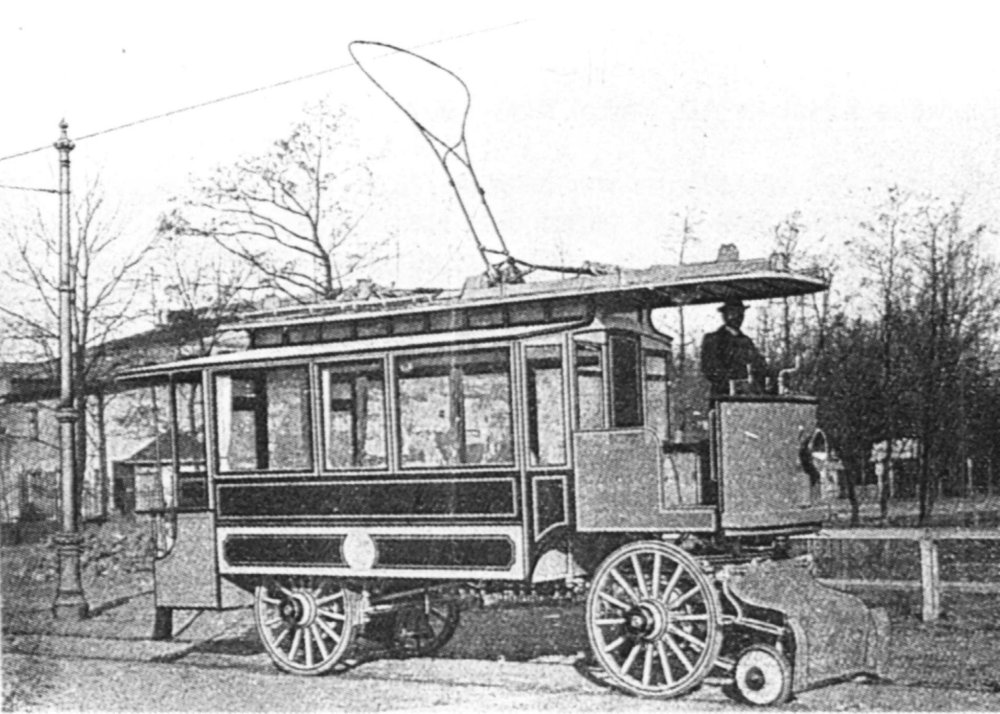
Der Elektrische Straßenbahn-Omnibus von Siemens & Halske

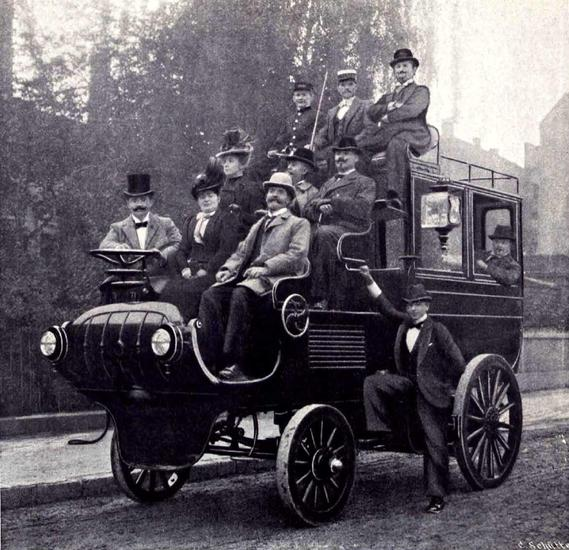
Der Kühlstein-Batteriebus von 1899

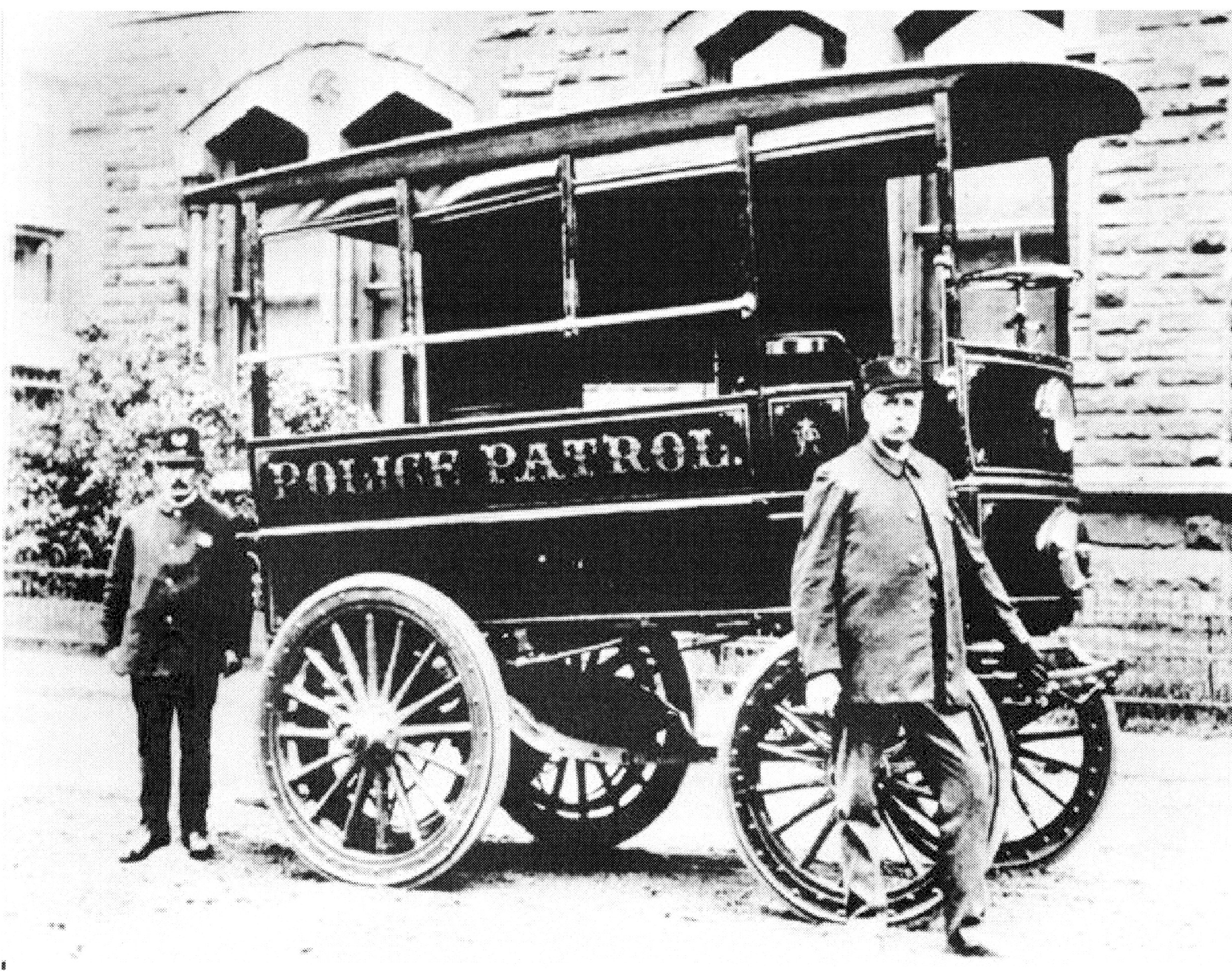
Gefangenentransporter der Stadtpolizei Akron, 1899

### Frühe Vertreter im 19. und 20. Jahrhundert
Nachdem Werner Siemens 1882 mit dem Elektromote in Halensee bei Berlin den ersten Vorläufer eines Oberleitungsbusses vorstellte, nahm die Netphener Omnibusgesellschaft 1895 zwischen Siegen und Deuz die weltweit erste Benzinomnibuslinie in Betrieb. Bereits zuvor begann man dann damit, den Vorteil des elektrischen Antriebs im öffentlichen Verkehr auch ohne den Bau einer aufwändigen Oberleitungsinfrastruktur zu nutzen.
Vorreiter war hierbei die Ward Electrical Car Company aus London, deren elektrischer Omnibus bereits im Sommer 1888 erste Probefahrten unternahm, jedoch nie in den regulären Fahrgastbetrieb gelangte. Bei dem Fahrzeug handelte es sich um eine Mischung aus einem gewöhnlichen Omnibus ohne Decksitze und einem Packwagen, er bot Platz für zwölf Personen. Der Wagenführer saß oder stand vorn, ihm stand eine Fußbremse sowie ein Umschalter mit einem Widerstandsrahmen zur Verfügung. Die Traktionsbatterien stammten von der Electrical Power Storage Company. Die beiden Motoren waren von Crompton & Co. gebaute Gramme’sche Maschinen, sie besaßen eine Stahlketten-Übertragung von Renold aus Manchester. Der Wagen selbst wurde von der Metropolitan Railway Carriage and Wagon Company und lief mit einer Geschwindigkeit von 9,6 bis 11,2 Kilometern in der Stunde.
Am 25. Mai 1898 präsentierte die Allgemeine Berliner Omnibus AG (ABOAG) in Zusammenarbeit mit der Union-Elektricitäts-Gesellschaft (UEG) und der Gülcher-Akkumulatoren-Fabrik ihren ersten Elektro-Omnibus auf einer offiziellen Probefahrt vom Depot an der Kurfürstenstraße zum Bahnhof Halensee und zurück der Öffentlichkeit. Hierbei handelte es sich um einen Umbau aus einem großen Pferdeomnibus, der in der Folge weitere Versuche unternahm, jedoch ebenfalls nicht in den Regelbetrieb gelangte.
Am 27. Juni 1899 stellte wiederum die ABOAG – allerdings in Zusammenarbeit mit dem UEG-Konkurrenten Siemens & Halske – den Elektrischen Straßenbahn-Omnibus vor. Hierbei handelte es sich um ein Zweiwegefahrzeug, in Form eines Omnibusses der zusätzlich mit Leiträdern und einem Stromabnehmer ausgestattet war. Dadurch konnte er seine Batterie während der Fahrt auf einem Straßenbahngleis aufladen um anschließend mit angehobenen Leiträdern und gesenktem Abnehmer im Batteriebetrieb von der Schienenstrecke abzuzweigen. Die Akkumulatoren hatten eine Reichweite von sechs Kilometern, das Projekt kam jedoch ebenfalls über Versuchsfahrten nicht hinaus und wurde schon 1900 wieder eingestellt.
Einen weiteren elektrischen Omnibus in Berlin präsentierte der Charlottenburger Wagenbauer Kühlstein 1899. Der Wagen verfügte über zwölf Sitzplätze im Inneren, zwölf Deck- und zwei Stehplätze und konnte mit einer Ladung 100 Kilometer überwinden. Mit Beginn der Internationalen Motorwagen-Ausstellung am 3. September 1899 verkehrte er im Linienverkehr zwischen dem Anhalter Bahnhof und dem Stettiner Bahnhof. Eine Ladung reichte für sechs Fahrten, am Askanischen Platz befand sich die Ladestation. Ab dem 13. März 1900 fuhren schließlich insgesamt zehn solcher Fahrzeuge auf der Strecke, doch musste dieser reguläre Verkehr infolge vielfältiger Störungen schon Ende des Jahres 1900 wieder aufgelassen werden.
- Die ehemalige Motorfahrzeug- und Motorenfabrik Berlin-Marienfelde lieferte 1899 einen „elektrischen Hotel-Omnibus“ an das Kaiser-Hotel, das damit seine Gäste transportierte. Seinem Äußeren nach erinnerte dieses Fahrzeug noch stark an eine Pferdekutsche.[15]
- Für den Gefangenentransport stellte die Stadtpolizei von Akron 1899 einen Batteriebus in Dienst, mit dessen Hilfe Betrunkene eingesammelt und zur Ausnüchterung befördert wurden. Der Wagen gilt als das allererste motorisierte Fahrzeug einer Polizeibehörde und wurde von der Collins Buddy Company für 2400 US-Dollar hergestellt. Die Höchstgeschwindigkeit des 5000 Pfund schweren Fahrzeugs betrug 18 Meilen in der Stunde, die Reichweite 30 Meilen bei voll aufgeladenen Batterien. Die beiden Motoren leisteten jeweils vier Pferdestärken. Doch bereits im August 1900 wurde der Wagen beim Akron-Aufruhr von einem Mob entwendet und in den Ohio-Erie-Kanal gekippt.[16]
- In Wien verkehrten ab 1907 vorübergehend Batteriebusse.[17]
- Beim Kasseler Waggonbauunternehmen Wegmann & Co. wurde 1950 unter der Leitung von Fritz Bode ein „Akku-Bus“ konstruiert, der auf der IAA 1951 auf einem gekürzten Krauss-Maffei-Fahrgestell des Typs KMO 133 vorgestellt wurde. Sechs AFA-Akkus wurden in einem einachsigen Anhänger mitgeführt. Der Bus wurde 1952 bei verschiedenen Verkehrsbetrieben in Bayern (Berchtesgaden, München, Landshut) getestet.[18]
- Daimler-Benz stellte 1969 auf der Internationalen Automobil-Ausstellung in Frankfurt am Main einen Akkubus mit der Typenbezeichnung Mercedes-Benz OE 302 vor, er wurde 1974 zum Duo-Bus umgebaut.[19]
- MAN, Bosch und Varta reagierten 1970 in Zusammenarbeit mit der RWE mit der Vorstellung eines eigenen Batteriebusses auf Basis eines Metrobusses, seine Typenbezeichnung lautete 750 HO-M10 E. Dieser führte die Batterien in einem einachsigen Anhänger mit, hatte eine Reichweite von 50 Kilometern und war von 1971 bis 1974 bei der KEVAG in Koblenz im Einsatz. Das Konzept gewährleistete einen Fahrbetrieb von circa drei Stunden, ein weiterer Batterie-Anhänger stand in einer Wechselstation bereit.[20][21][22] Auf diesem Konzept basierend produzierte MAN ab 1974 mit dem Typ SL-E 200 einen serienmäßig hergestellten Batteriebus, zusammen wurden für Düsseldorf 14 (von 1975 bis 1988 im Linienverkehr eingesetzt) und für Mönchengladbach weitere acht Exemplare gebaut.[23][24] Ursprünglich mussten die Batteriesätze dabei regelmäßig getauscht werden, in Mönchengladbach geschah dies zum Beispiel an der Endstation Ohlerfeld. Die Düsseldorfer Wagen wurden jedoch 1982 mit einem Stromabnehmer ausgerüstet, um an der Endstation Bahnhof Benrath selbst elektrische Energie aufnehmen zu können – das Tauschen der Batteriesätze entfiel somit.[25] Die Batterieanhänger in Koblenz, Düsseldorf und Mönchengladbach hatten dabei jeweils das gleiche Kraftfahrzeugkennzeichen sowie die gleiche Betriebsnummer wie das Zugfahrzeug, weil es sich formal um Nachläufer eines Gelenkwagens handelte.
- Im weitgehend autofreien Schweizer Kurort Zermatt verkehren seit Januar 1988 von Vetter hergestellte Akkubusse auf einem viereinhalb Kilometer langen Rundkurs, dabei bedienen sie sämtliche Talstationen der Zermatter Bergbahnen. Bei normalen Straßenverhältnissen reicht eine Batterieladung aus, um ein Tagespensum von maximal 22 Umläufen zu bewältigen.[26] Für die Erschließung des Aussenquartiers Winkelmatten sind seit Dezember 1991 zusätzlich batteriebetriebene Kleinbusse mit 27 Plätzen auf der Strecke Bahnhof–Spiss–Winkelmatten in Betrieb. Je nach Witterungsverhältnissen müssen bei einer Streckenlänge von 5,2 Kilometern nach fünf bis sechs Kursen die Batterien gewechselt werden. Der Tausch erfolgt zwischen den fahrplanmäßig ausgeführten Kursen und dauert rund eine Minute.
- Im Kurort Oberstdorf betrieb der Regionalverkehr Allgäu (RVA) von 1992 bis 1997 batteriebetriebene Omnibusse des Typs Metroliner im Carbondesign (MIC) des Unternehmens Auwärter Neoplan, die zwischen den Auffangparkplätzen am Ortsrand und dem Ortskern pendelten.

### Renaissance im 21. Jahrhundert

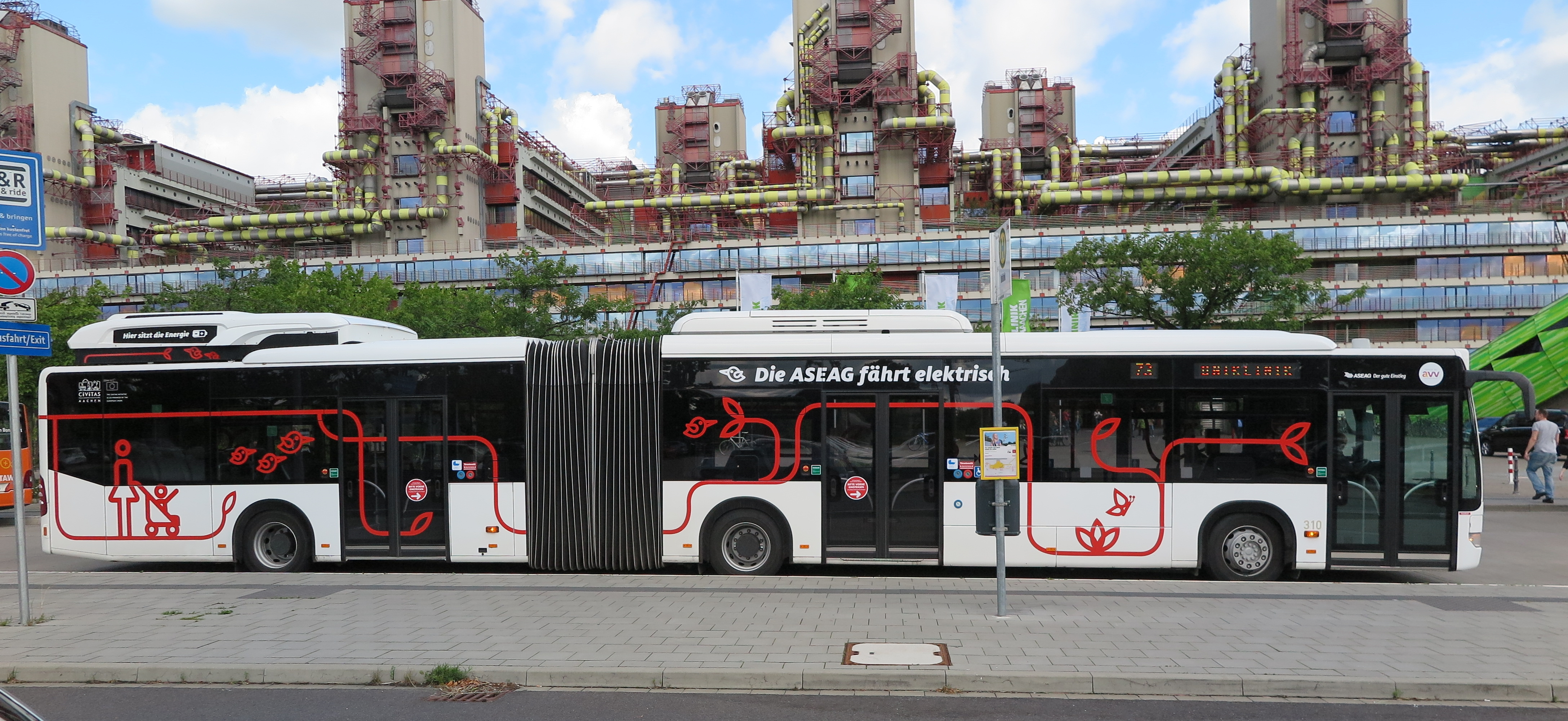
Elektrogelenkbus der ASEAG (2015)

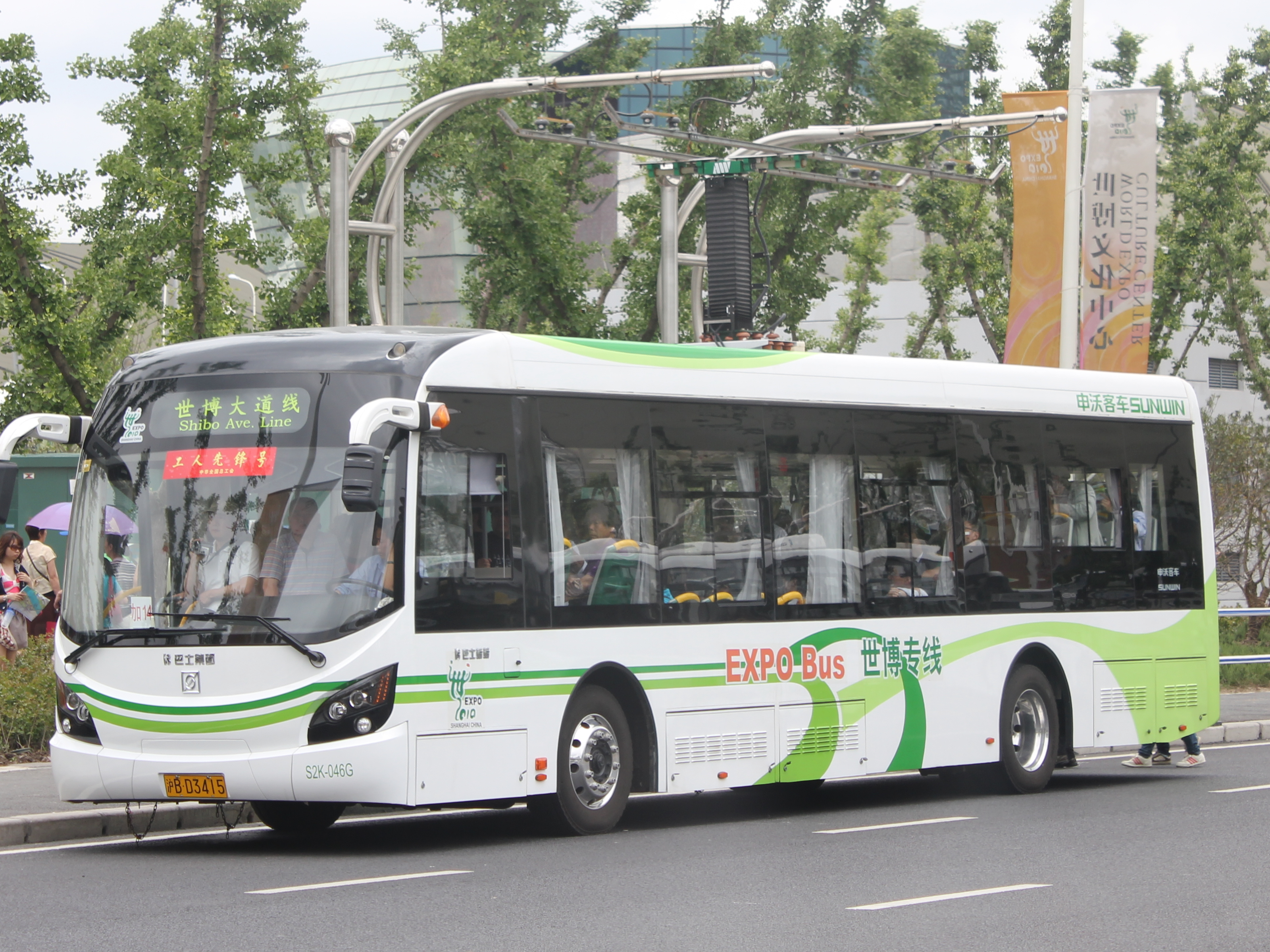
Ein Batteriebus vom Typ SWB6121SC der Shanghai Sunwin Bus Corporation in Shanghai an einer Ladestation (2010)

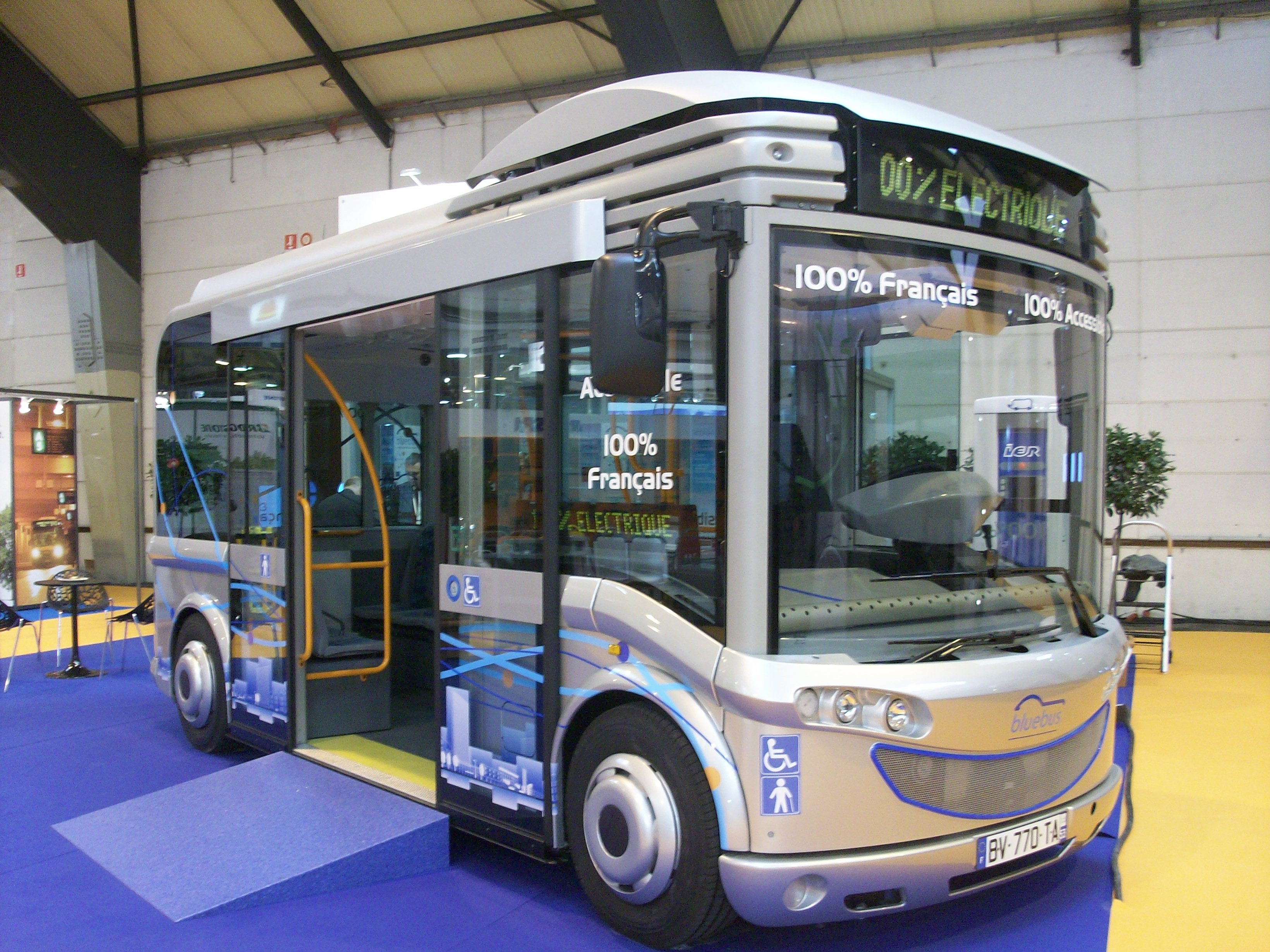
Ein Microbus Gruau Électrique auf der Messe „23èmes Rencontres nationales du transport public“ (2011)

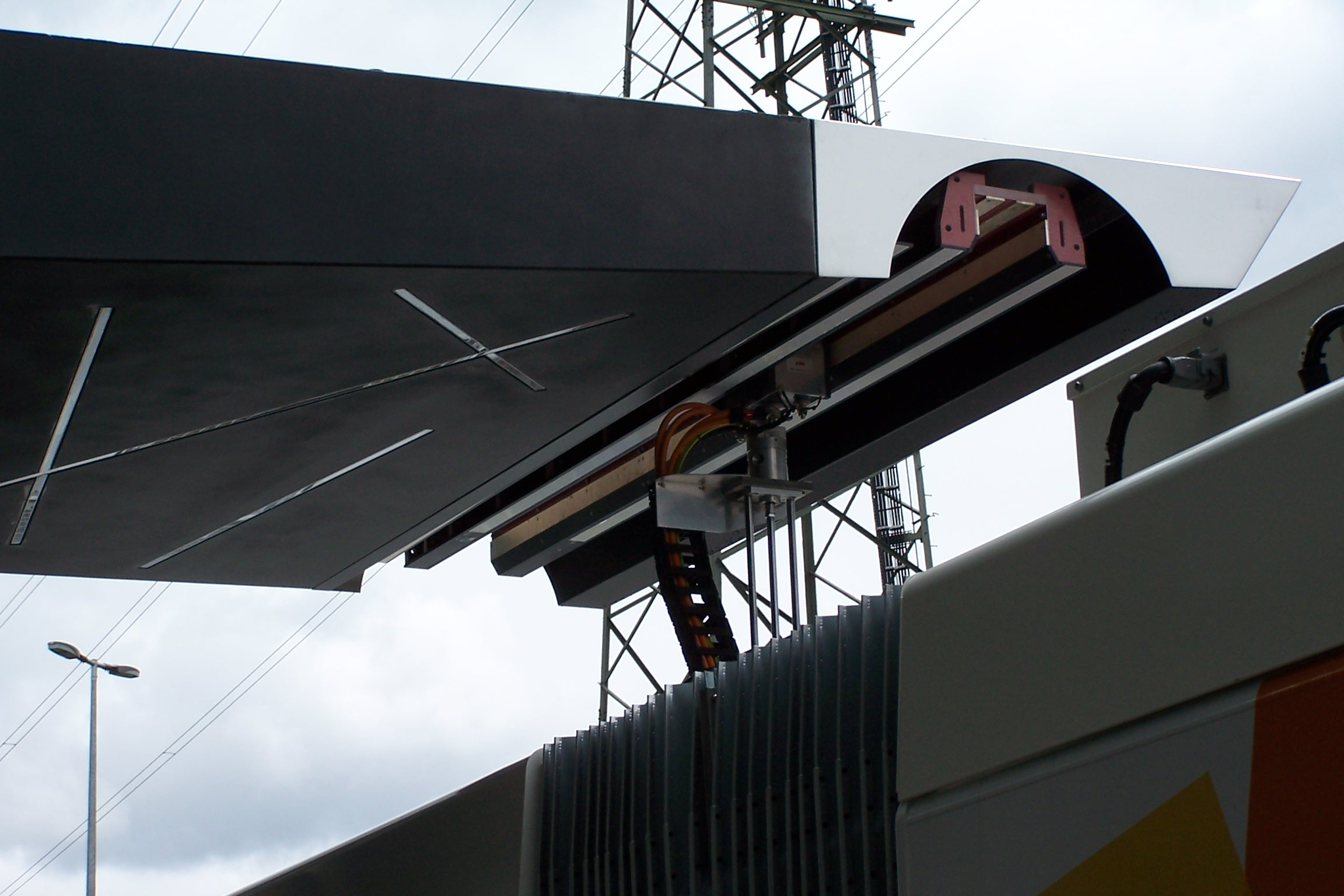
Ladestation in Genf (2013)

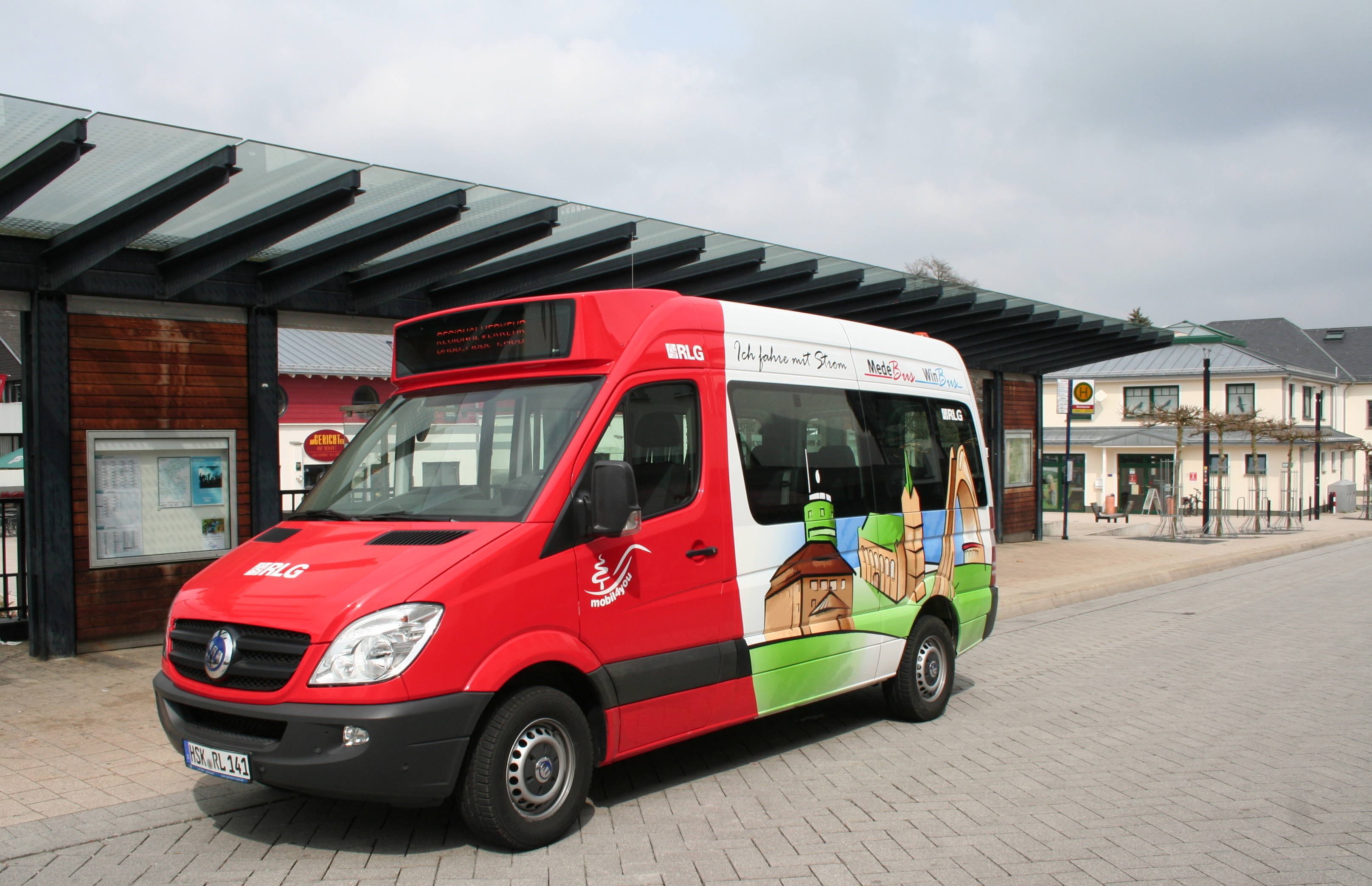
Der Batterie-Kleinbus der RLG in Medebach (2013)

Der zunehmende Bestand an Nutzfahrzeugen mit herkömmlichen Verbrennungsmotoren und die damit verbundenen Probleme des Umwelt- und Gesundheitsschutzes geraten seit Ende des 20. Jahrhunderts verstärkt in die öffentliche Diskussion.
Trotz wiederholter Verschärfung von Abgasnormen steht die erhebliche Gesundheitsgefährdung der Menschen, die in Innenstädten wohnen, etwa durch den Stickoxid-Ausstoß von Dieselbussen, nach wie vor in der politischen Auseinandersetzung. Zudem umfasst die zu Beginn des 21. Jahrhunderts einsetzende öffentliche Wahrnehmung des Klimaschutzes auch die CO₂-Bilanz von Omnibussen.
Dies alles sowie die Belastung durch den Straßenverkehrslärm führt seit Beginn des 21. Jahrhunderts zu einer weltweiten Renaissance von Elektrobussen. Die zunehmende Verbesserung der Batterietechnik führte ab etwa 2010 zu einem Aufschwung des Batteriebusses, darunter auch schwerere Einheiten wie serienmäßig hergestellte Zwölf-Meter-Standardbusse und erste Gelenkwagen.
Die hauptsächliche Weiterentwicklung von Batteriebussen fand in China statt. 2015 waren in der Volksrepublik bereits mehr als 100.000 Batteriebusse im Einsatz, was einem Anteil von über 20 Prozent des Busbestandes entsprach. Eine vollständige Elektrifizierung des gesamten Busbestandes war bereits damals denkbar. Im Jahr 2016 wurden in China 115.000 Elektrobusse neu zugelassen. Marktführer bei Batteriebussen sind somit chinesische Unternehmen. Chinesische Großstädte sind mit erheblicher Luftverschmutzung belastet, die auch durch die wachsende Motorisierung mitverursacht wird. Die Regierung hatte daher umfangreiche Modernisierungskampagnen eingeleitet, mit dem Ziel, die überwiegend mit Dieselmotoren angetriebenen Stadtbusse zunehmend durch neue Elektrobusse zu ersetzen. Bereits 2009 hatte die Regierung einen mit Subventionen hinterlegten Wirtschaftsplan verabschiedet, nach dem die Volksrepublik innerhalb weniger Jahre zum weltweiten Marktführer für Busse mit Elektroantrieb wurde. Dieser Plan wurde erfüllt.
Bis Ende 2017 hatte die chinesische Stadt Shenzhen den Busbetrieb komplett auf Batteriebusse umgestellt. Ende 2017 waren hier 14.000 Batteriebusse – meist von BYD – im Einsatz und noch wenige hundert Dieselbusse.
Die großen deutschen Nutzfahrzeughersteller hatten bis 2018 keine serienreifen Batteriebusse im Angebot. Nach Ansicht einzelner Experten wiesen deutsche Unternehmen bei der Produktion von Lithium-Ionen-Akkumulatoren im internationalen Maßstab deutliche Defizite auf und waren nur bedingt in der Lage, diese in großserientaugliche Produktion zu führen.
In der Europäischen Union, dem Vereinigten Königreich, der Schweiz, Norwegen und Island wurden 2022 zusammen 4.152 Batterie-Stadtbusse neu zugelassen. Die führenden zehn Hersteller dieser Fahrzeuge waren (jeweils mit Marktanteil):
1. Yutong (China) 11,5 %
2. BYD–Alexander Dennis (China / Großbritannien) 11,2 %
3. Mercedes-Benz (Deutschland) 9,8 %
4. Iveco–Heuliez (Italien / Frankreich) 8,4 %
5. VDL (Niederlande) 8,3 %
6. Solaris (Polen) 8,2 %
7. BYD (China) 7,8 %
8. Volvo (Schweden) 5,6 %
9. MAN (Deutschland) 5,5 %
10. Karsan (Türkei) 3,3 %

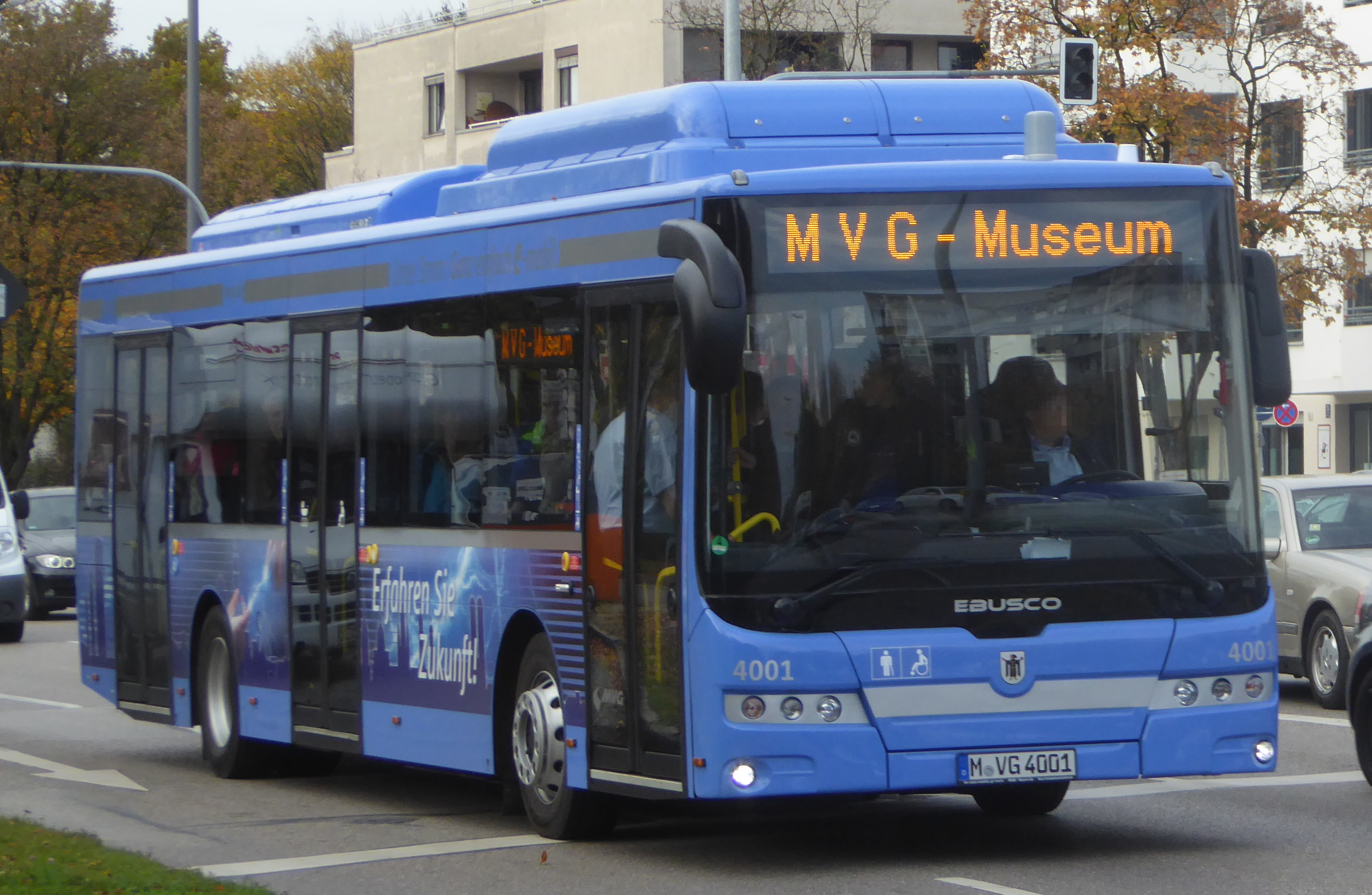
Ebusco in München (2017)
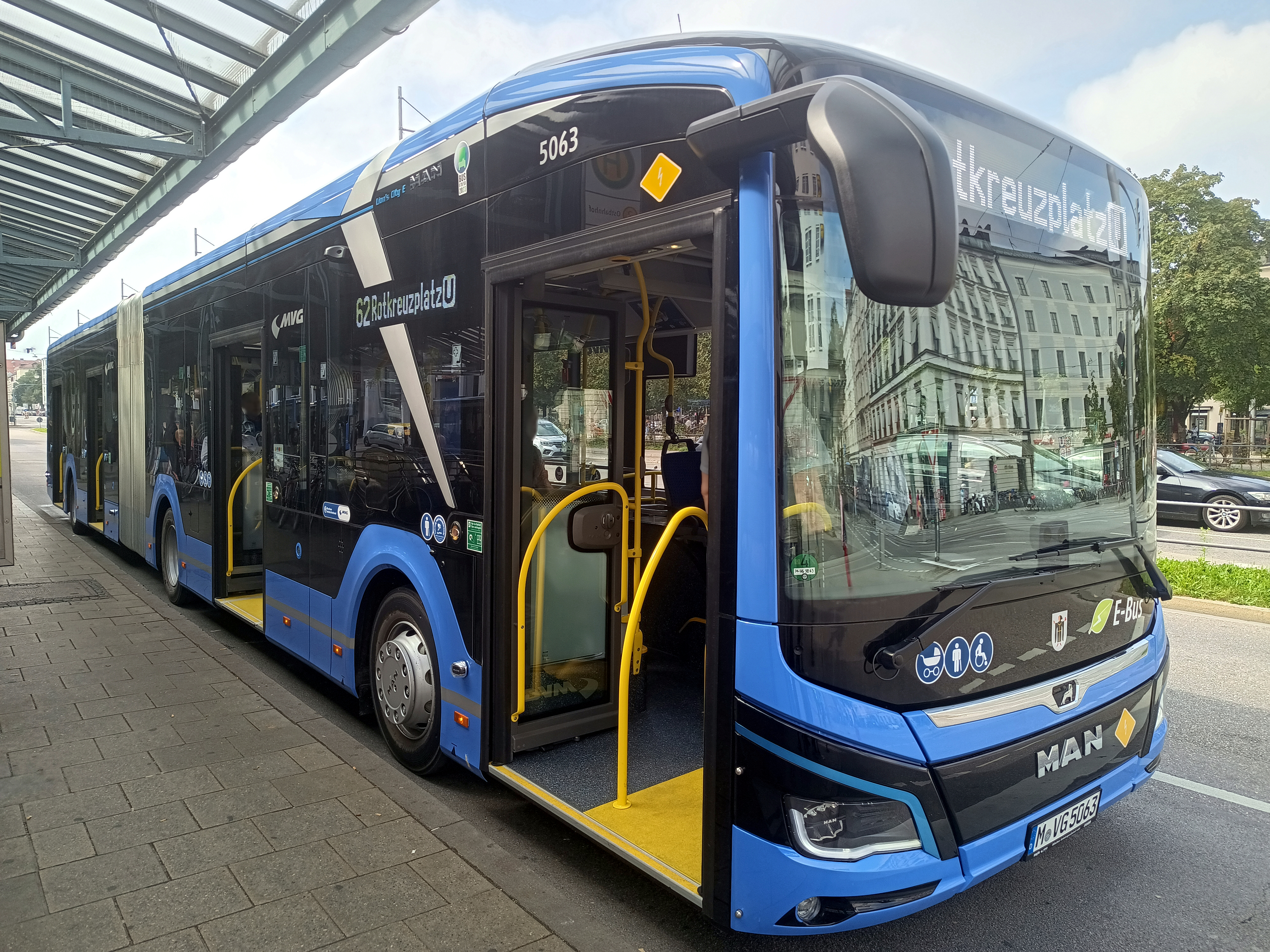
München, Elektro-Gelenkbus MAN Lion's City E (2023)
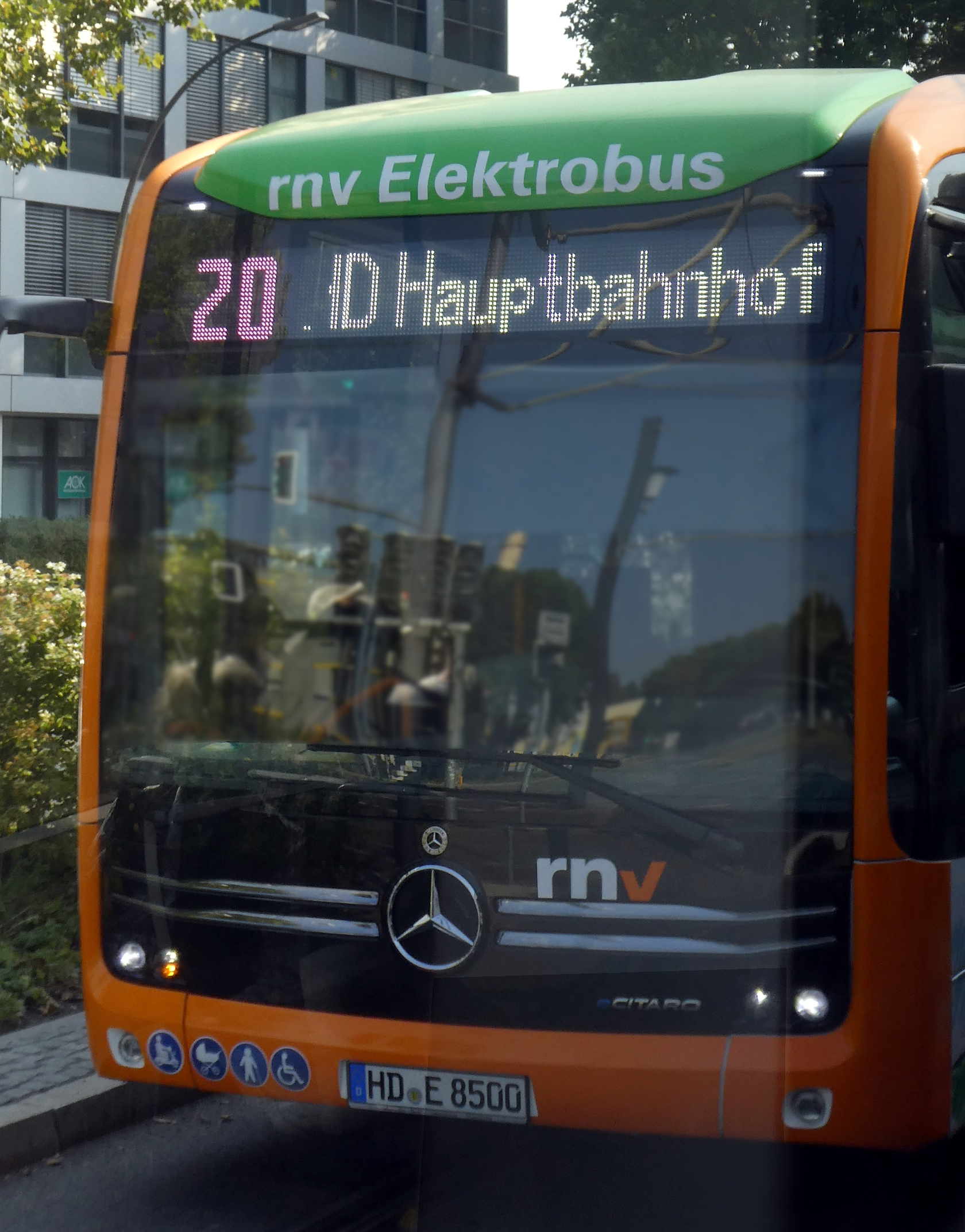
Batteriebus Heidelberg (2020)
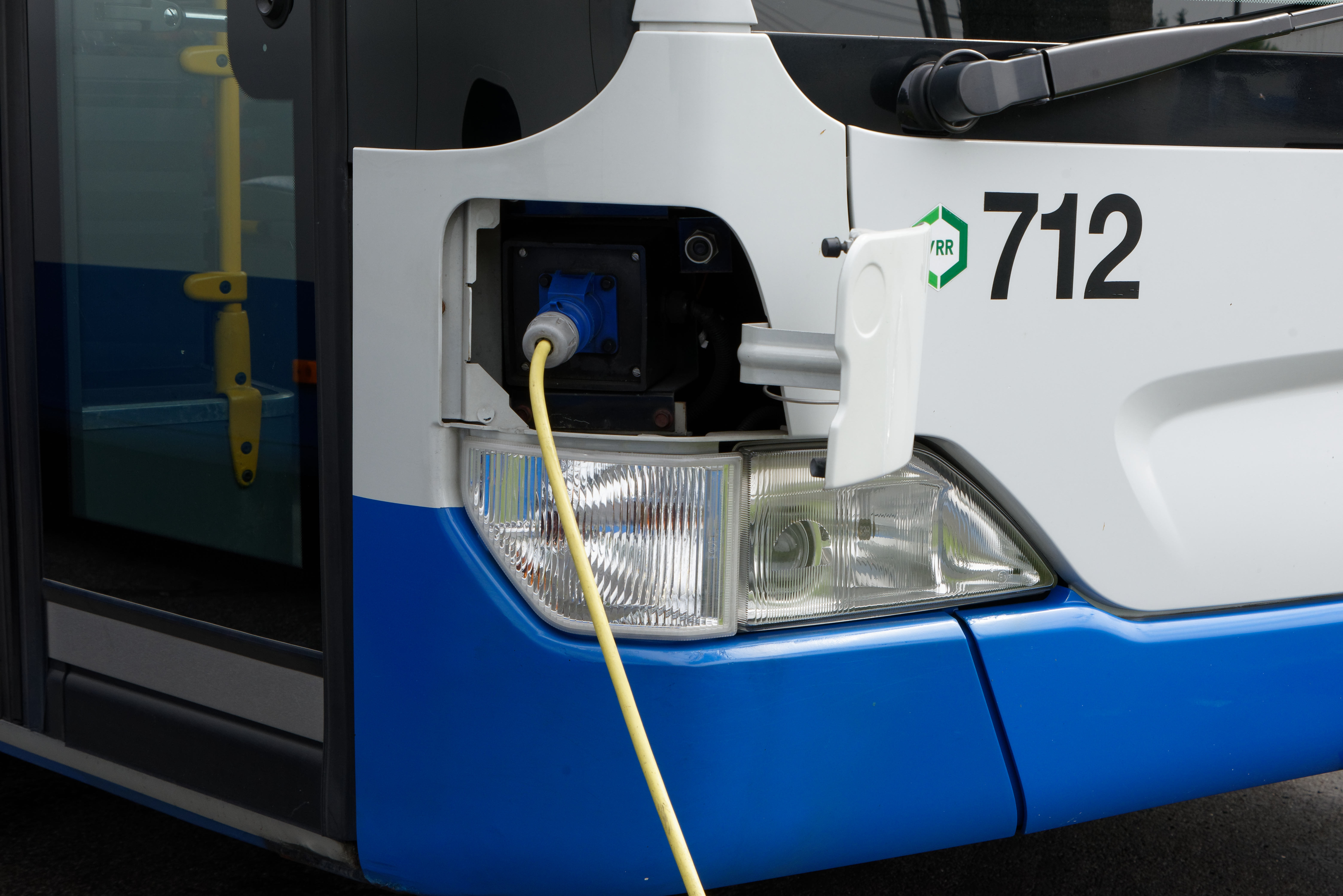
Bus beim Aufladen
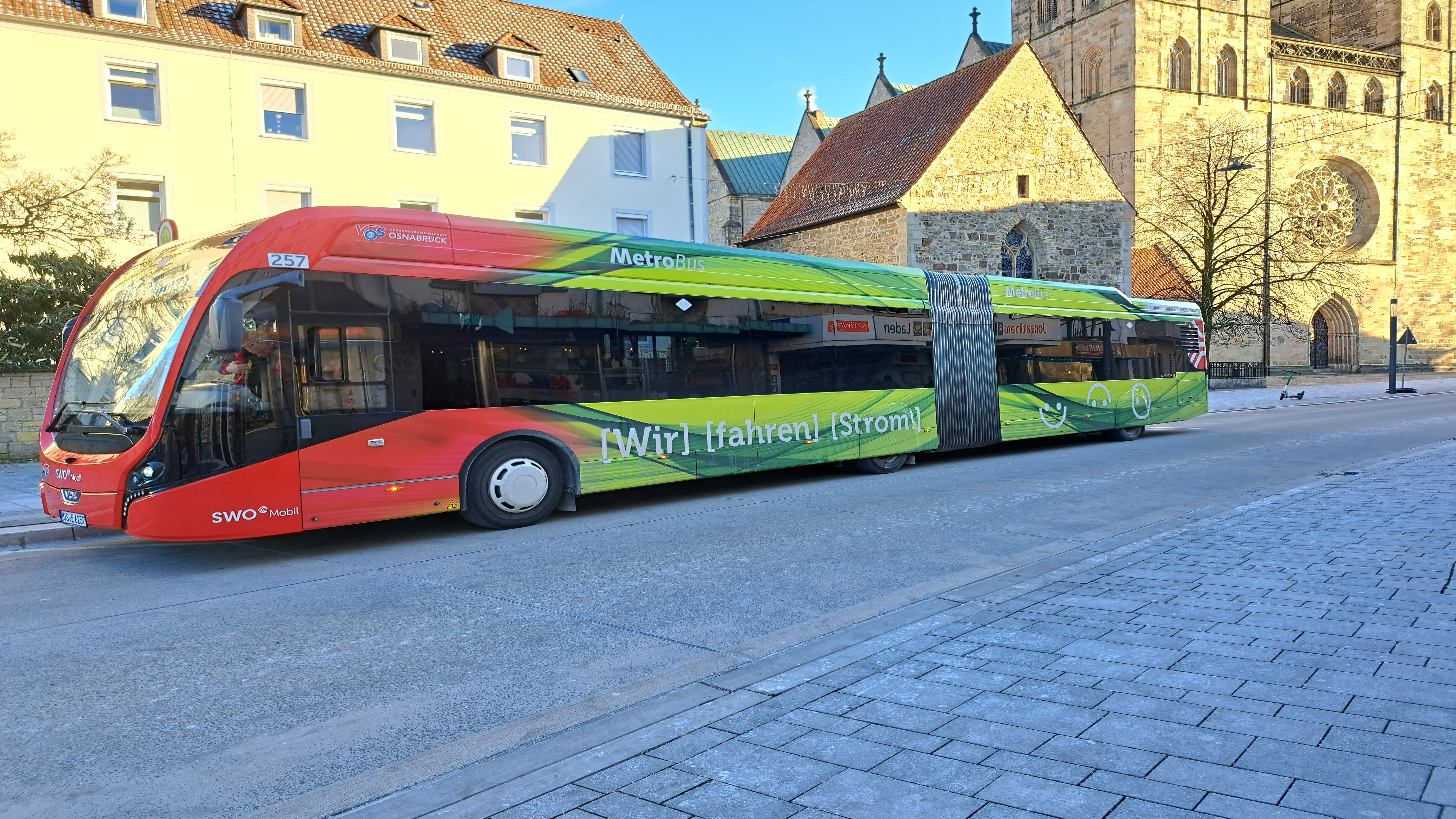
Batteriebus in Osnabrück (2024)
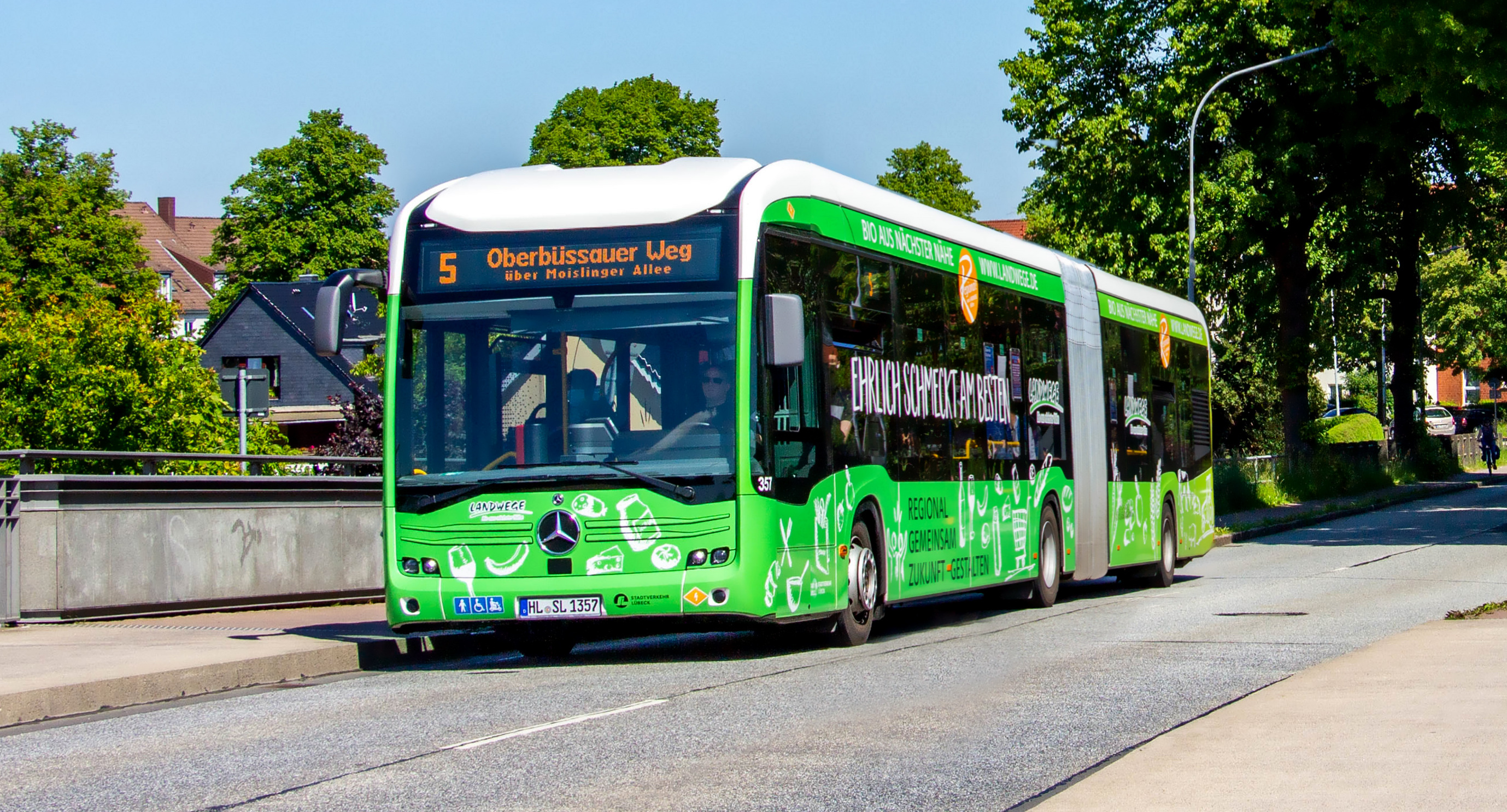
Mercedes-Benz eCitaro G in Lübeck (2022)
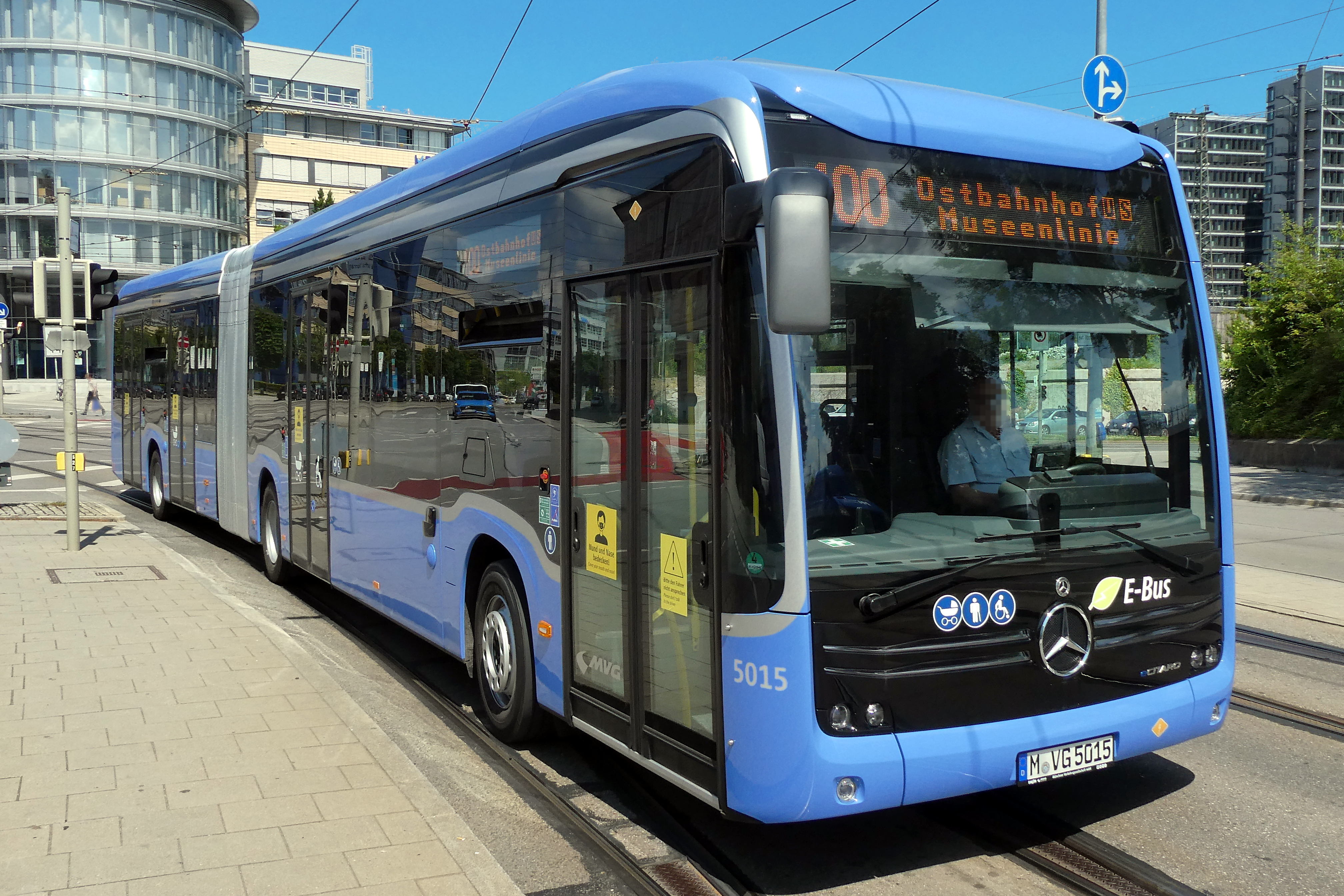
Mercedes-Benz eCitaro G in München (2021)
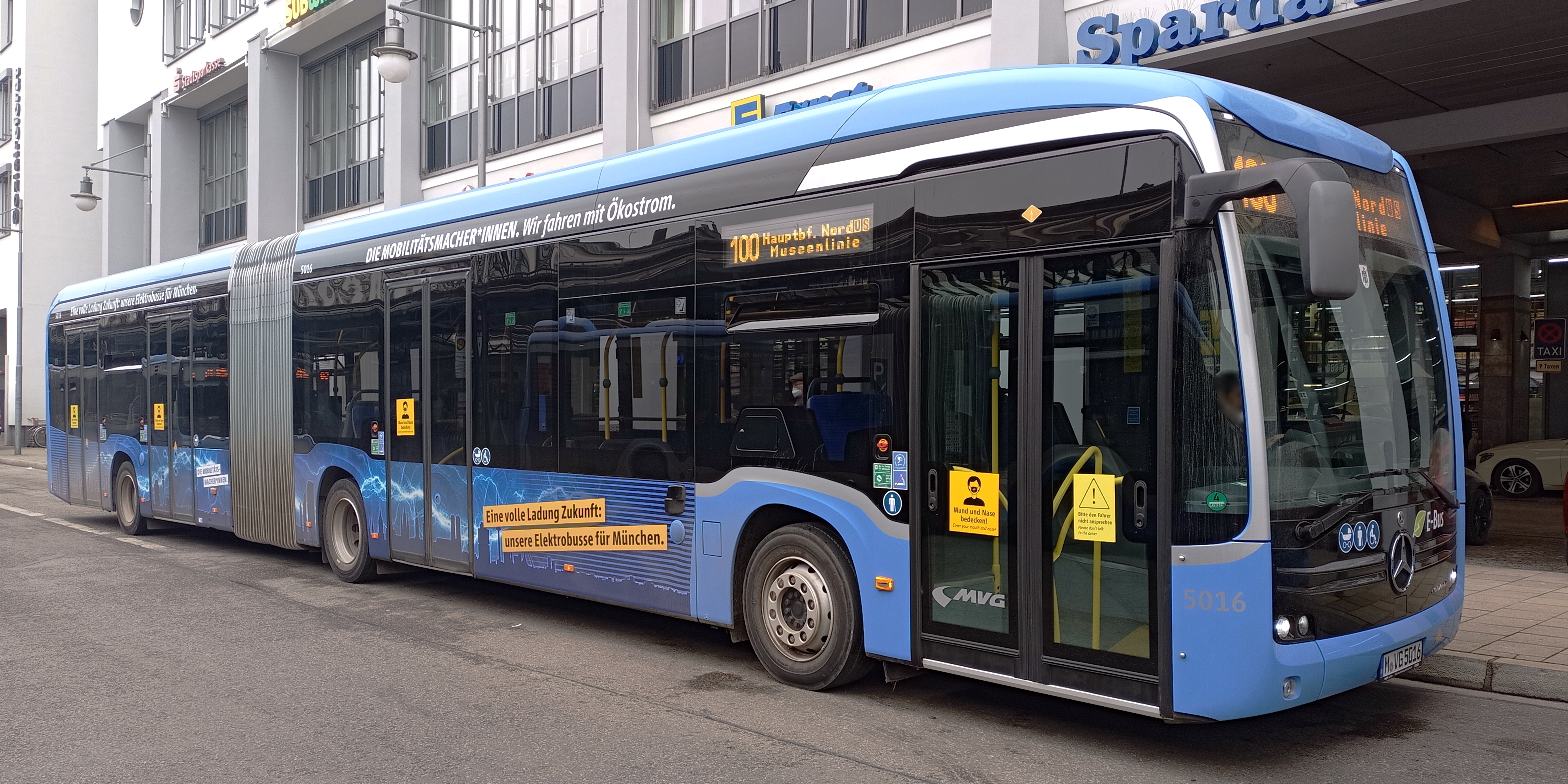
Mercedes-Benz eCitaro G in München (2022)
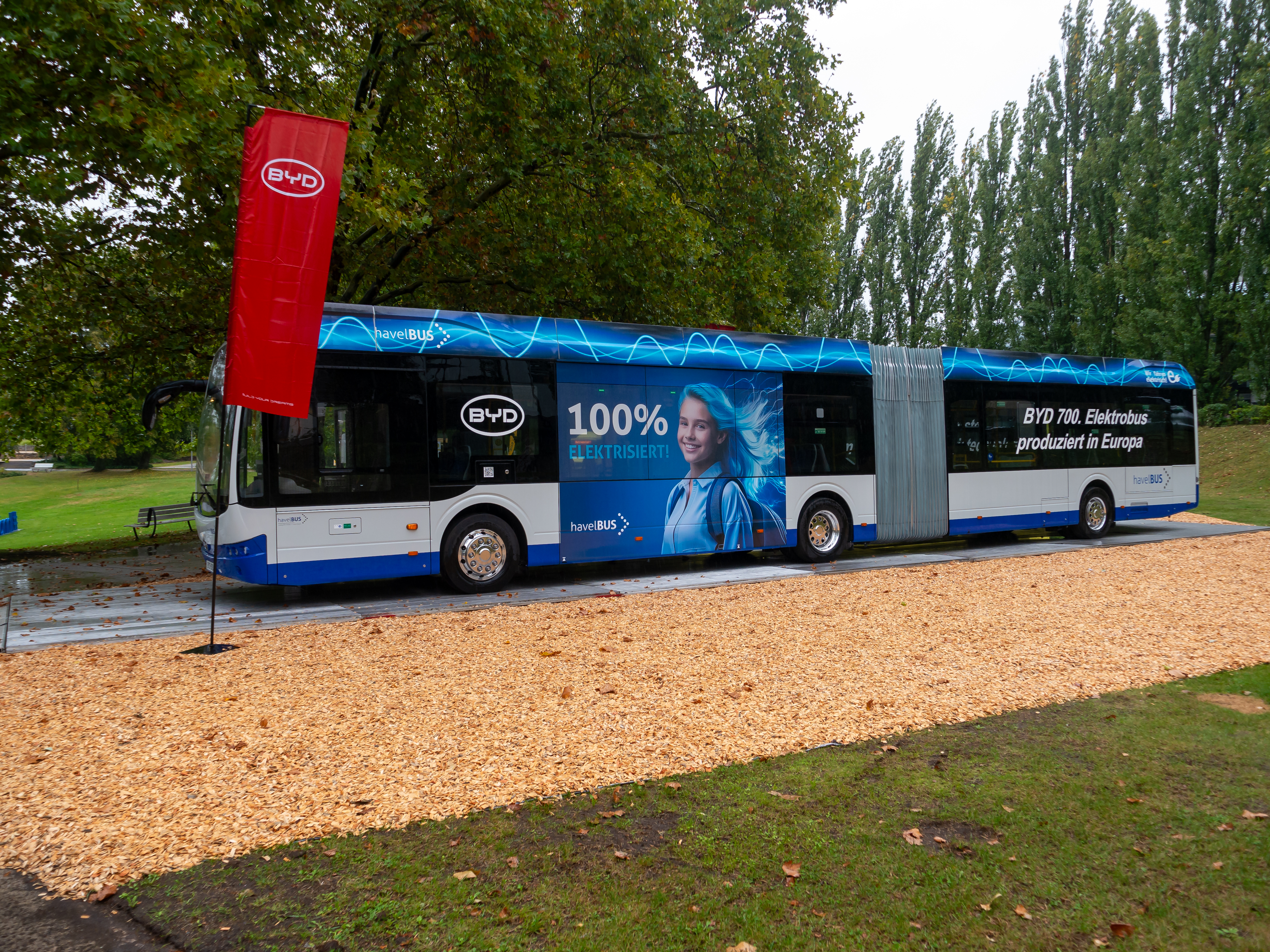
BYD Gelenkbus in Berlin (2024)
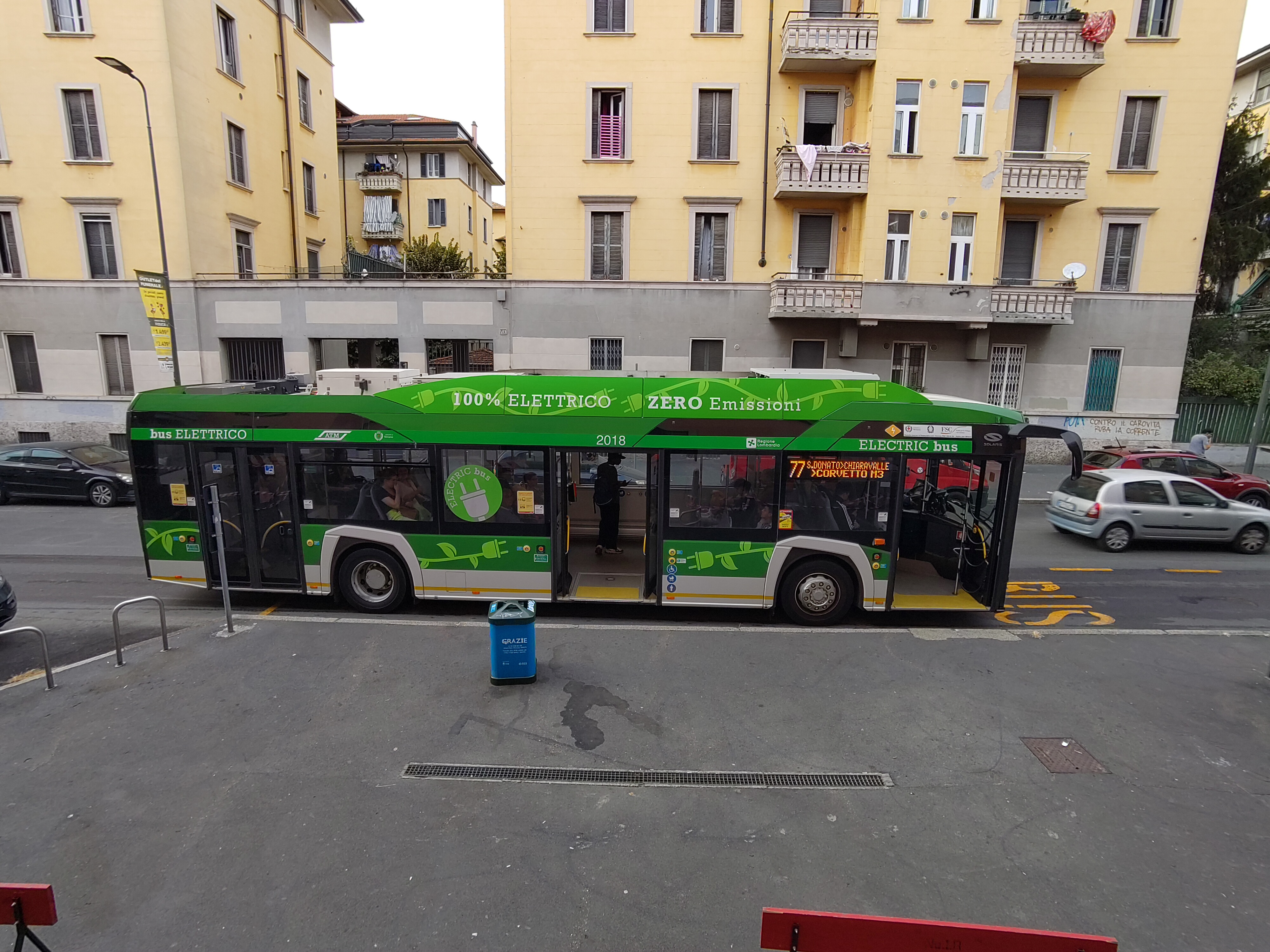
Batteriebus in Mailand (2023)
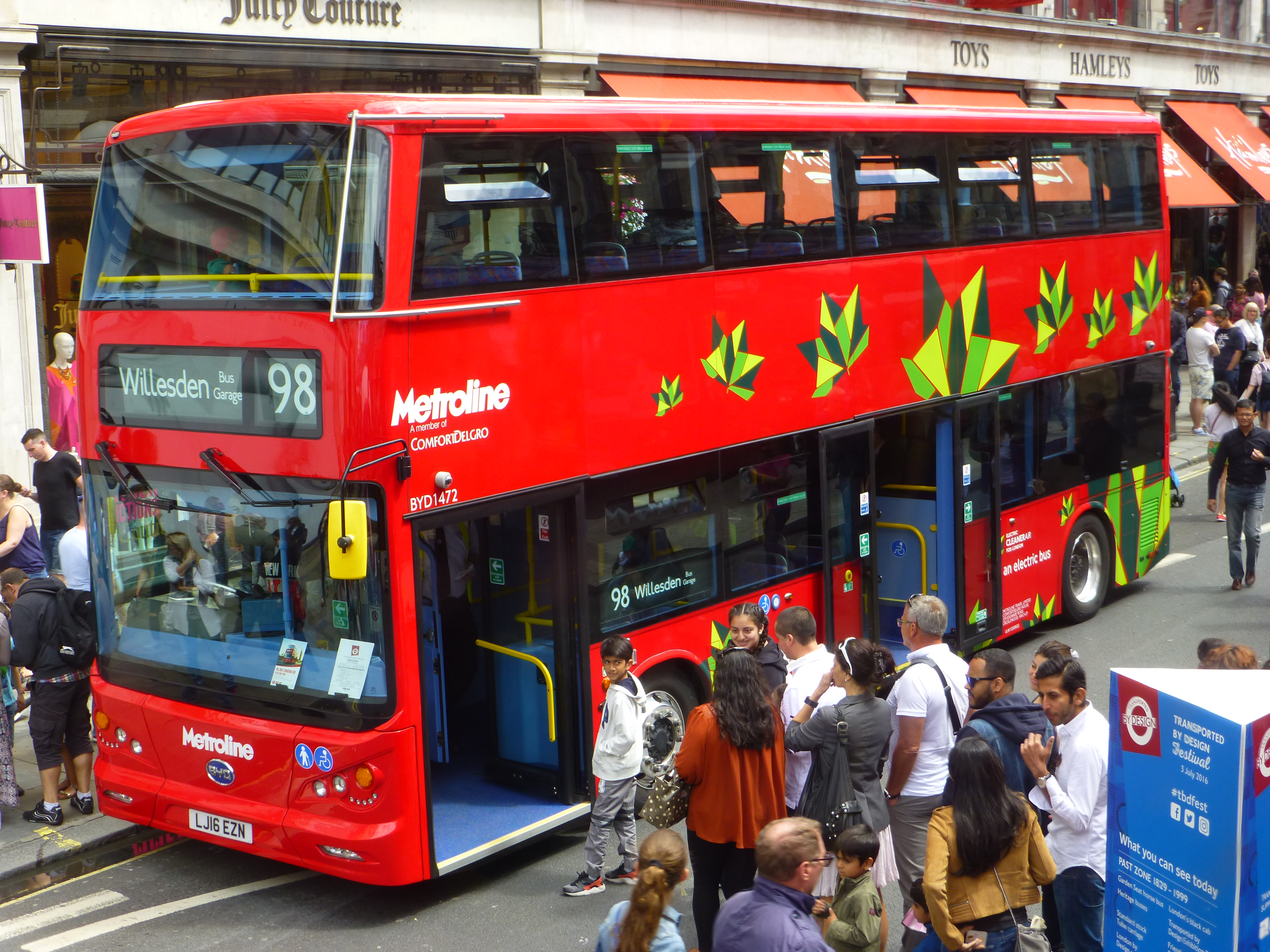
BYD Batteriebus in London (2016)
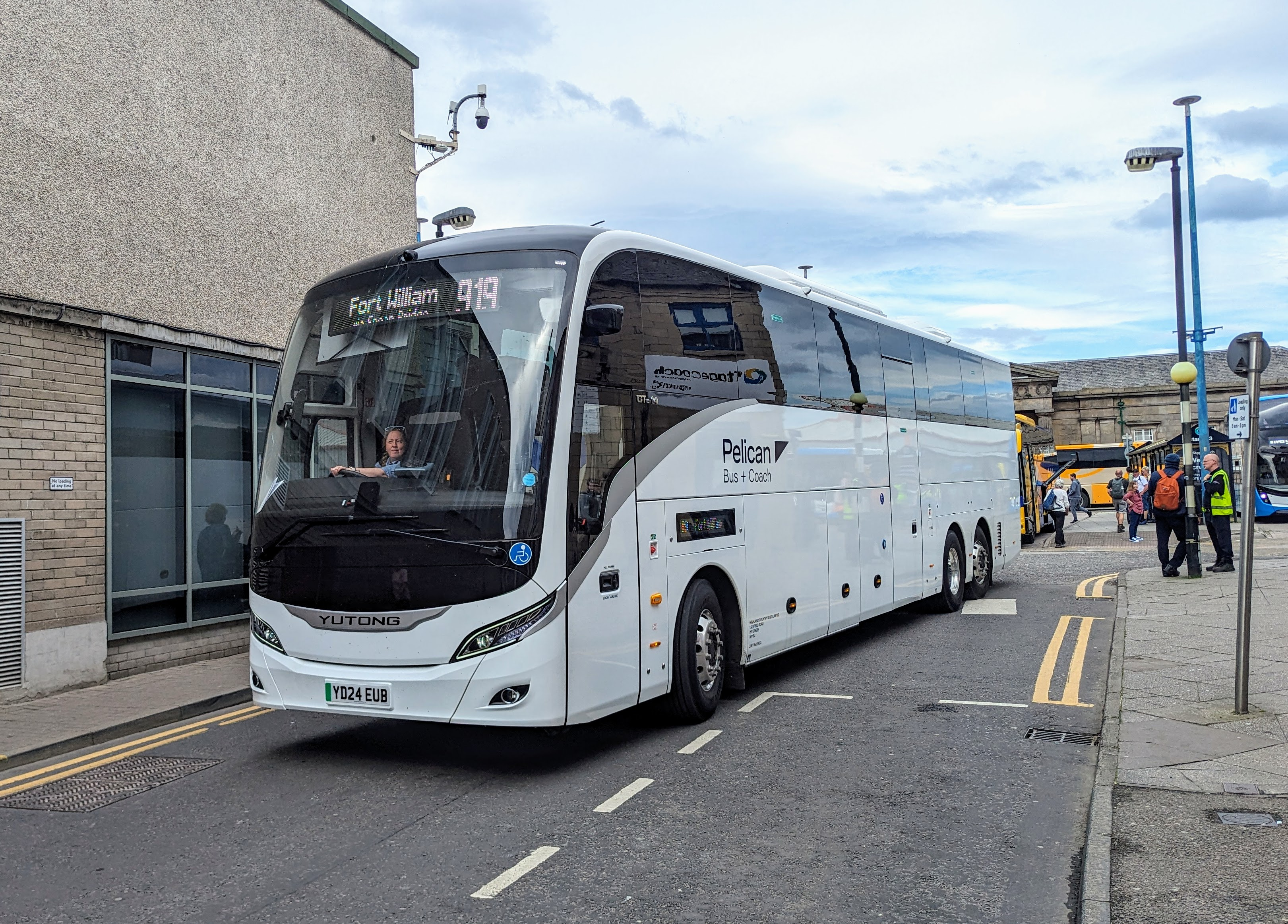
Reisebus Yutong GTe14 in Großbritannien (2024)
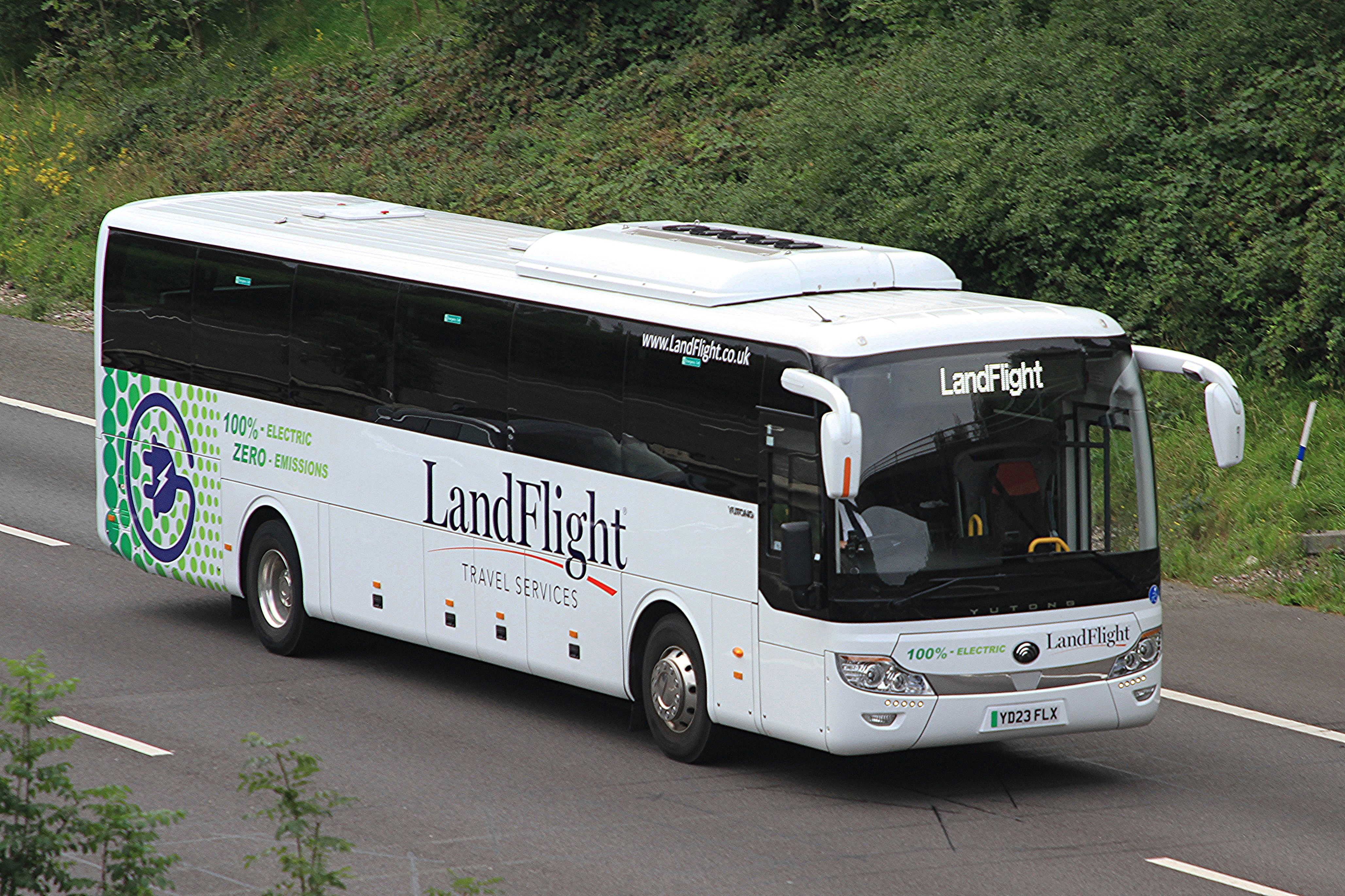
Reisebus Yutong TCe12 in Großbritannien (2023)
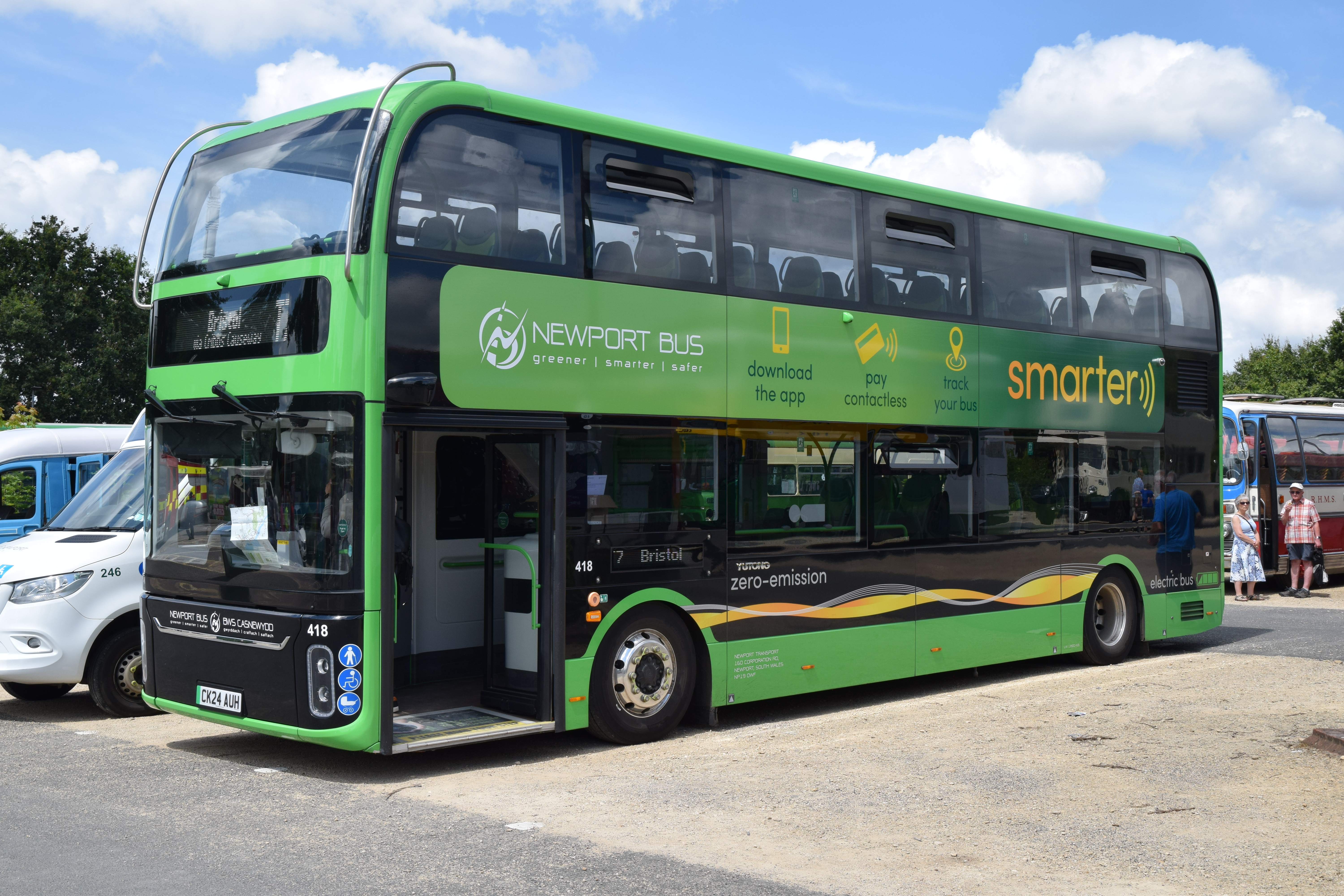
Yutong U11DD in Großbritannien (2024)

## Schnellladung von Linienbussen

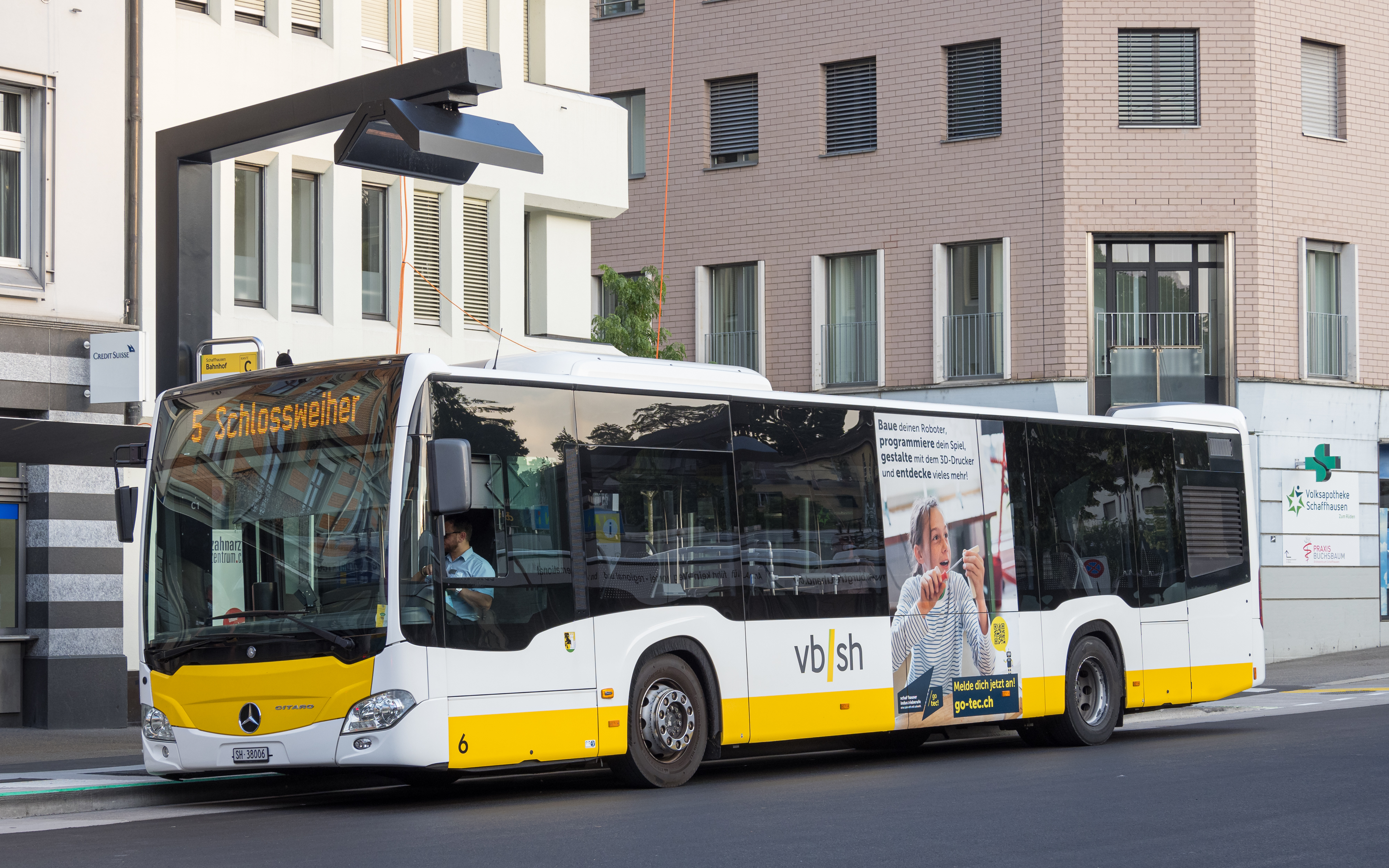
Neue Schnellladestation beim Bahnhof Schaffhausen

Bei Linienbussen – vor allem im Stadtverkehr mit nur kurzen Umläufen – bietet es sich an, unterwegs die Batterien immer wieder während des Fahrgastwechsels an den Haltestellen nachzuladen. Dadurch können diese kleiner gehalten werden, was zu einer Gewichtsreduzierung bei den Bussen führt und den Energieverbrauch entsprechend verringert.
Mittlerweile haben mehrere Hersteller Ladestationen unterschiedlicher Technik entwickelt. Die verwendeten Verfahren können nicht nur bei Bussen eingesetzt werden, sondern im Prinzip auch bei anderen Elektrofahrzeugen: z. B. oberleitungslose Straßenbahnen, Elektro-LKW und -PKW.

### System PRIMOVE von Bombardier – Berührungsloses, induktives Aufladen
Beim Primove-Ladesystem werden an einigen Haltestellen Ladeplatten in die Fahrbahn eingebaut, die über 750 Volt Gleichspannung oder 400 Volt Wechselspannung versorgt werden und bei einer Effizienz über 90 % bis zu 200 kW abgeben können. Das System kam beispielsweise in Braunschweig und Mannheim zum Einsatz.

### System Siemens – Lademast im Kontaktarm
Der Bus hält unter dem Lademast, der Kontaktarm wird soweit abgesenkt, bis er Kontakt mit den Anschlüssen auf dem Busdach bekommt. Dann beginnt der Ladevorgang. Beispiel: Hamburg.

### System SRS von Alstom
Das von Alstom entwickelte System mit dem Namen SRS (Système de recharge statique par le sol) ist eine Weiterentwicklung des Systems APS (=Alimentation Par Sol) mit einer Stromschiene bei Straßenbahnen. Auch hier sind die Kontakte im Boden eingelassen, sie sind nur stromführend, wenn ein Bus mit der entsprechenden Technik darüber steht und somit keine Gefahr besteht, dass Personen gefährdet werden könnten. Der Kontaktarm wird vom Bus auf die Bodenkontakte herabgesenkt.

### System UFC von Škoda
UFC steht für Ultra Fast Charger. Das Schnellladen dauert fünf bis acht Minuten.

### CCS
Das in Europa verbreitete Ladesystem Combined Charging System kann bei bis 1000 V und bis 500 A eine Leistung von bis 500 kW abgeben. Das ist beispielsweise bei den Tesla Superchargern im Einsatz (siehe  Tesla Supercharger V4).

### MCS
Der Ladestandard in Europa für Lastkraftwagen, Busse usw. mit dem Namen Megawatt Charging System kann bis zu 3,75 MW abgeben bei 1250 V und 3000 A.

## Reichweite
Der MAN Lion’s City E hatte im Jahr 2021 eine Reichweite von 550 km. Die Reichweite wurde auf den Linien 176 und X80 der Münchner Verkehrsgesellschaft (MVG) in einem 24 Stunden Test unter Aufsicht des TÜV SÜD geprüft. Damit genügt bei 99 Prozent der Stadtbusstrecken das Aufladen des Akkus in der Nacht im Depot und es ist keine Zwischenaufladung am Tag erforderlich. Mit einer Reichweite von 400 km könnten 98 Prozent der Stadtbusstrecken abgedeckt werden und mit einer Reichweite von 300 km noch 89 Prozent der Stadtbussstrecken. Im Jahr 2016 erreichte der Catalyst E2 eine Reichweite von 560 km. Der Bus hatte einen Akku mit einer Kapazität von 660 kWh. Der Preis für den Bus lag damals bei 800.000 US-Dollar.
Der Regionalbus eIntouro von Mercedes Benz soll eine Reichweite von bis zu 500 km haben. Die Akkukapazität beträgt bis zu 415 kWh.

## Kosten

### Anschaffungskosten
Im Jahr 2012 lag der Preis für einen BYD ebus bei 380.000 Euro, etwa 100.000 Euro mehr als ein vergleichbarer Dieselbus.
Im Oktober 2023 lag der Preis für den Lion’s City 12E bei 600.000 Euro. Das war zu diesem Zeitpunkt etwa der doppelte Preis von einem vergleichbaren Dieselbus. Zu diesem Zeitpunkt wurden 80 Prozent der Mehrkosten vom deutschen Staat übernommen.
Im Mai 2024 kostete der Doppeldeckerbus BYD BD11 400.000 Pfund, was etwa 470.000 Euro entspricht.
Im Mai 2025 kostete der 12 Meter BYD ebus K9UB-DW aus Ungarn ab 285.000 Euro.
Zum Vergleich liegen die Anschaffungskosten für ein 12 Meter Bus mit Dieselantrieb im Jahr 2023 bei 250.000 Euro und bei einem 18 Meter Gelenkbus bei 350.000 Euro.

### Laufende Kosten
Der Verbrauch eines 12 Meter Batteriebusses liegt bei etwa 100 kWh/100 km oder mehr. Der Verbrauch mit dem Skandinavien Paket (bessere Heizung, Isolierung usw.) liegt bei 130 kWh pro 100 km. Bei einem Preis für Industriestrom von 20 Cent pro kWh sind das 20 Euro für 100 km.
Zum Vergleich liegt der Verbrauch bei einem Stadtbus mit Dieselantrieb bei 30 bis 50 Litern pro 100 km. Bei einem Dieselpreis von 1,60 Euro pro Liter sind das 48 Euro bis 80 Euro für 100 km.
Stadtbusse sind etwa 12 Jahr im Einsatz, manchmal auch bis zu 15 Jahren. Die Busse fahren in dieser Zeit etwa 720.000 km bzw. 60.000 km pro Jahr. Am Tag entspricht das etwa 200 km Fahrleistung für einen Stadtbus. Dies gilt auch für Batteriebusse. Die Stadtbusse sind zwischen 2 und 21 Stunden pro Tag im Einsatz, im Schnitt um die 10 Stunden pro Tag und das sechs Tage pro Woche. Ein Reisebus hat etwa das Dreifache an gefahrenen Kilometern pro Jahr, also grob 180.000 Kilometer pro Jahr. Bei einem Batteriebus liegen die Kosten bei 20 Euro pro 100 km. Bei einem Dieselbus zwischen 48 und 80 Euro pro 100 km (siehe oben). Das ist eine Differenz von 28 bis 60 Euro pro 100 km. Bei 720.000 km in 12 Jahren entsteht so ein Kostenvorteil von 201.000 Euro bis 432.000 Euro in der Laufzeit eines Stadtbusses.

## Marktentwicklung
Es wurde geschätzt, dass im Jahr 2023 weltweit 246.089 Batteriebusse im Einsatz waren.

### Überlandbusse
Im Jahr 2023 wurden in Europa mehr als 6000 Batteriebusse neu als Stadtbusse zugelassen. Demgegenüber wurden im Jahr 2023 etwa 200 Batteriebusse neu als Überlandbusse zugelassen. Der Absatz nimmt hauptsächlich in Skandinavien und den Niederlanden zu, wo Ausschreibungen explizit Batteriebusse fordern. Führende Regionalbusmodelle sind in Europa Iveco Bus Crossway LE Elec, MAN Lion’s City E LE, Volvo 8900 Electric, Scania BEV Low Entry Class II und andere.

### Reisebusse

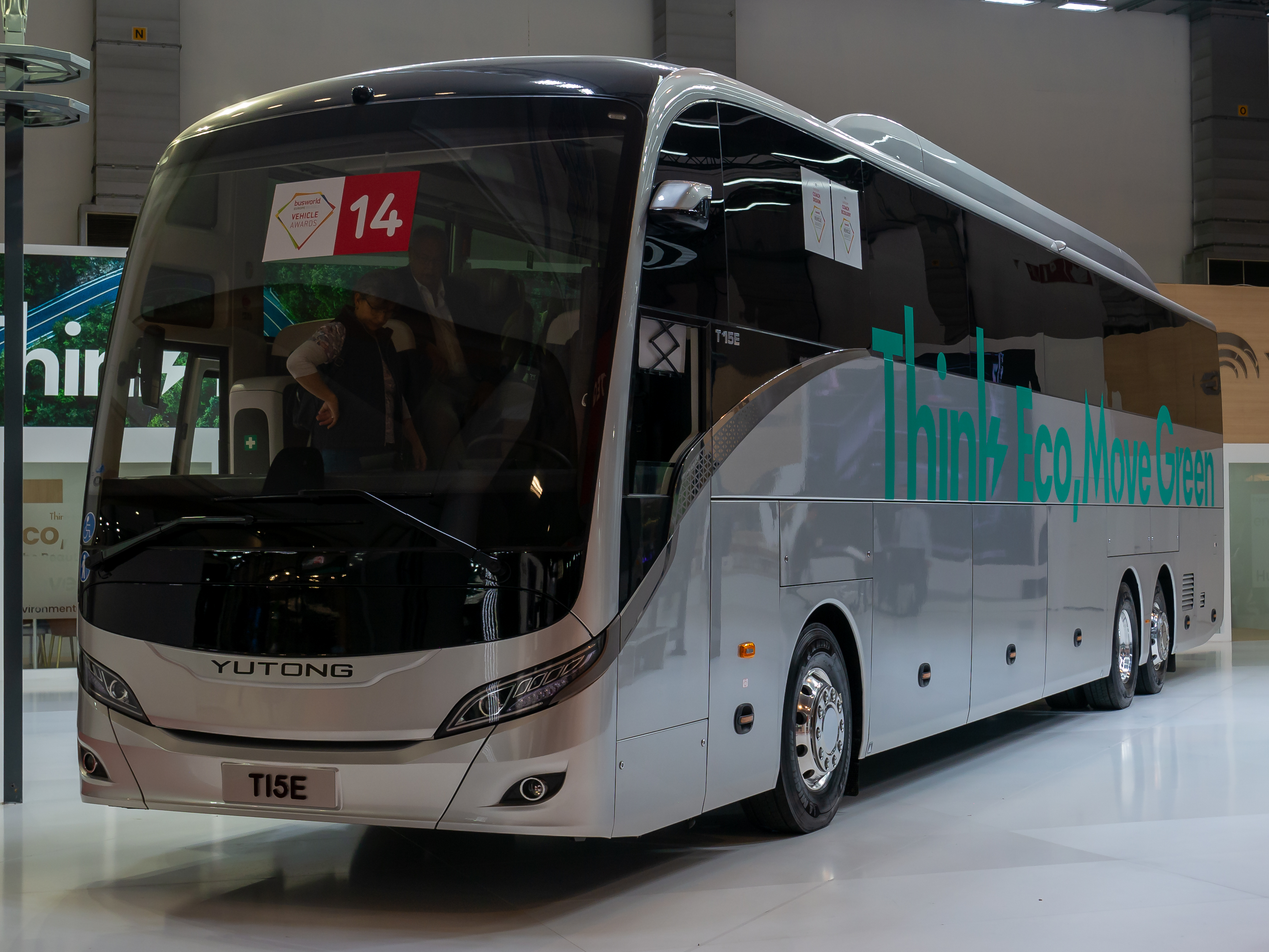
Elektrischer Reisebus T15E

Von Oktober 2018 bis Dezember 2019 setzte Flixbus den Reisebus BYD C9 mit 40 Sitzplätzen auf der Strecke zwischen Frankfurt und Mannheim über Frankfurt Flughafen und Heidelberg im Linienverkehr ein, wo dieser viermal täglich verkehrt ist. Die Strecke beträgt 115 km, wobei der Bus eine Reichweite von 320 km hat. Der Bus wurde zweimal am Tag und während der Nacht mit 2 × 40 kW mit Ökostrom geladen.
Bereits im April 2018 startete Flixbus mit zwei Batteriebussen ICe 12 des chinesischen Herstellers Yutong in Frankreich auf der Strecke Paris–Amiens.

### Deutschland

#### Bestand
Ende 2024 waren in Deutschland 10 Prozent der Stadtbusflotten Batteriebusse. Ende 2024 sind von den etwa 35.000 Stadtbussen in Deutschland 3.375 Fahrzeuge Batteriebusse. Seit Ende 2020 hat sich damit die Anzahl versechsfacht. Ende 2024 sind die Anschaffungskosten in Deutschland etwa zweieinhalbmal höher als bei einem vergleichbaren Dieselbus. Auch über den gesamten Lebenszyklus betrachtet sind Dieselbusse in Deutschland mit Stand Ende 2024 rund 30 Prozent günstiger als Batteriebusse. Deshalb werden Batteriebusse staatlich gefördert. In Deutschland dominieren fünf Fahrzeughersteller den Markt für Batteriebusse. Zusammen haben sie einen Marktanteil von 85 Prozent: Marktführer ist Mercedes-Benz (Daimler Bus) mit dem Bestand von 1.226 Bussen (36 Prozent Marktanteil), auf Platz zwei Solaris mit 556 Batteriebussen (16 Prozent), MAN mit 436 Batteriebussen (13 Prozent), VDL mit 390 Batteriebussen (12 Prozent) und EBUSCO mit 260 Batteriebussen (8 Prozent).

#### Neuzulassungen
Im Jahr 2024 wurden in Deutschland 713 Batteriebusse neu zugelassen. Im Jahr 2023 wurden 809 Batteriebusse neu zugelassen. Insgesamt wurden 2024 in Deutschland 5.382 Omnibusse neu zugelassen. Davon waren keine Omnibusse mit Brennstoffzelle. 163 Busse waren Plug-in-Hybrid Fahrzeuge.
Die führenden Hersteller im Bereich der batterieelektrischen Omnibusse im Jahr 2024 waren:
- Mercedes-Benz (Daimler Buses): 379 Batteriebusse
- MAN: 94 Batteriebusse
- Ebusco: 75 Batteriebusse
- VDL: 63 Batteriebusse
- BYD: 44 Batteriebusse

### Europa
Nach dem Datendienstleister Chatrou CME Solutions wurden im Jahr 2023 in Europa 31.000 Stadt-, Überland- und Reisebusse neu zugelassen. Etwa 6000 davon hatten einen Elektroantrieb, Tendenz steigend. Fast alle dieser Elektrobusse waren Stadtbusse. Nur 200 davon waren Überland- oder Reisebusse. Der International Council on Clean Energy (ICCT) stellte in seinem Jahresbericht 2023 zum europäischen Nutzfahrzeugmarkt dar, dass 43 Prozent der im Jahr 2023 in Europa neu verkauften Stadtbusse Batteriebusse waren, und etwa ein Prozent der Überland- und Reisebusse Batteriebusse waren. Bei den Stadtbussen wuchs der Marktanteil chinesischer Hersteller von 2017 bis 2023 auf 24 Prozent. In diesem Zeitraum sank der Marktanteil europäischer Hersteller bei Stadtbussen von 74 auf 54 Prozent.
Im ersten Halbjahr 2024 waren bei den Neuzulassungen von Elektrobussen in Europa folgende Hersteller vertreten: Yutong an erster Stelle, gefolgt von Mercedes-Benz, Iveco Bus, MAN und BYD.

### China

#### Bestand
Im Jahr 2021 waren etwa 60 Prozent der etwa 700.000 Stadtbusse und Linienbusse aller chinesischen Städte rein elektrisch unterwegs. Das sind etwa 420.000 Batteriebusse, was zu diesem Zeitpunkt etwa 99 Prozent des weltweiten Bestandes entspricht. Zu diesem Zeitpunkt werden 98 Prozent aller Batteriebusse weltweit in China hergestellt. Marktführer ist BYD, die seit 2011 Batteriebusse herstellen. Ende 2024 gab es in China 554.000 Elektrobusse (NEV), was 81,2 Prozent der gesamten Busflotte entspricht.

## Einige Modelle
| Modell                        | Hersteller                        | Größe                                               | Reichweite    | Merkmale                                  |
| ----------------------------- | --------------------------------- | --------------------------------------------------- | ------------- | ----------------------------------------- |
| BYD eBus                      | BYD (China)                       | 10 Meter, 12 Meter, 15 Meter, 18 Meter, 18,75 Meter | Bis zu 700 km |                                           |
| MAN Lion's City E             | MAN (Deutschland)                 | 10 Meter, 12 Meter, 18 Meter                        | Bis zu 200 km |                                           |
| Mercedes-Benz eCitaro         | Daimler (Deutschland)             | 10,6 Meter, 12 Meter, 18 Meter                      | Bis zu 400 km | Verschiedene Schnellladesysteme verfügbar |
| Volvo 7900 Electric           | Volvo (Schweden)                  | 12 Meter, 18 Meter                                  | Bis zu 200 km |                                           |
| Scania Citywide LF Electric   | Scania (Schweden)                 | 10,6–13,3 Meter, 17,7–18,75 Meter                   | Bis zu 250 km |                                           |
| Solaris Urbino electric       | Solaris (Polen)                   | 9 Meter, 12 Meter, 15 Meter, 18 Meter, 24 Meter     | Bis zu 200 km | Verschiedene Ladesysteme verfügbar        |
| VDL Citea Electric            | VDL (Niederlande)                 | 12 Meter, 13,5 Meter, 18 Meter                      | Bis zu 200 km |                                           |
| Iveco E-Way                   | Iveco (Italien)                   | 12 Meter, 18 Meter                                  | Bis zu 200 km | Schnelles Laden                           |
| Alexander Dennis Enviro400 EV | Alexander Dennis (Großbritannien) | Doppeldecker                                        | Bis zu 250 km |                                           |
| New Flyer Xcelsior CHARGE     | New Flyer (USA)                   | 10,6 Meter, 12 Meter, 18 Meter                      | Bis zu 450 km |                                           |
| Gillig Low Floor Electric     | Gillig (USA)                      | 10,6 Meter, 12 Meter                                | Ca. 220 km    |                                           |
| Proterra Catalyst E2          | Proterra (USA)                    | 12 Meter                                            | Bis zu 550 km | Produktion eingestellt                    |
| Karsan e-Jest                 | Karsan (Türkei)                   | 8,5 Meter Kleinbus                                  | Bis zu 200 km |                                           |
| Temsa MD9 Electric            | Temsa (Türkei)                    | 9,5 Meter                                           | Bis zu 200 km |                                           |
| Electric City Bus             | Foton (China)                     | 12,5 Meter                                          | Bis zu 300 km |                                           |
| e-Bus                         | Yutong (China)                    | 7–18 Meter, Doppeldecker                            | Bis zu 250 km |                                           |
| Ebusco 2.2                    | Ebusco (Niederlande)              | 12 Meter, 13 Meter, 18 Meter                        | Bis zu 350 km | Carbonfaser-Karosserie                    |
| Pure Electric Coach           | King Long (China)                 | 12,6 Meter                                          |               | Reisebus                                  |
| Optare Solo EV                | Optare (Großbritannien)           | 8,5 Meter                                           |               | Produktion eingestellt                    |
| Daewoo Bus BH119              | Daewoo (Südkorea)                 | 12 Meter                                            | Ca. 220 km    |                                           |
| Ebusco 3.0                    | Ebusco (Niederlande)              | 12 Meter, 18 Meter                                  | Bis zu 500 km | Aluminium-Karosserie                      |
| STARBUS 4/12 EV               | Tata Motors (Indien)              | 12 Meter                                            | Bis zu 200 km |                                           |
| Otokar Kent C Electric        | Otokar (Türkei)                   | 12 Meter                                            | Bis zu 300 km |                                           |
| Alstom Aptis                  | Alstom (Frankreich)               | 12 Meter                                            | Bis zu 300 km | Produktion eingestellt                    |
| Microbus Gruau Électrique     | Gruau Microbus (Frankreich)       | 12 Meter                                            | Bis zu 300 km | Produktion eingestellt                    |
| Sileo S12                     | Sileo (Türkei)                    | 12 Meter                                            | Bis zu 300 km | Produktion eingestellt                    |
| Sileo S18                     | Sileo (Türkei)                    | 18 Meter                                            | Bis zu 300 km | Produktion eingestellt                    |